# Presidente de México
El presidente o presidenta de México (oficialmente, presidente de los Estados Unidos Mexicanos) es el titular del poder ejecutivo en ese país. A la vez es jefe de Estado y jefe de Gobierno del mismo. Además, es el comandante supremo de las Fuerzas Armadas.
El cargo existe desde su inclusión en la Constitución de 1824, siendo su primer titular Guadalupe Victoria, que asumió el puesto el 10 de octubre del mismo año. Hasta el periodo actual, un total de sesenta y seis individuos ocuparon en ciento siete periodos distintos la presidencia de la República, ya fuera de manera constitucional, provisional, interina, sustituta o incluso de facto. Estos números causados en gran medida por la constante inestabilidad vivida por el país en su primer siglo de vida independiente. De tal manera, que en esa primera centuria, solo cuatro mandatarios concluyeron el periodo constitucional para el que fueron elegidos.
La vigente Constitución de 1917 prevé dicho cargo en su título tercero, capítulo tercero y es abordado por quince artículos. En ellos se especifican las obligaciones, facultades, requisitos y restricciones al mismo. Especificaciones que van desde el mando de las fuerzas armadas; la titularidad de la política exterior, económica, del desarrollo social y de seguridad pública; la promulgación y ejecución de las leyes emitidas por el poder legislativo; proponer nombramientos a cargos que requieren aprobación del Senado o la Cámara de Diputados; y diversas prerrogativas concedidas en otros artículos de la misma carta magna y las leyes federales.
Es elegido mediante voto directo y universal. Una vez electo, entra en funciones el 1.º de octubre del año de la elección. Su cargo dura un periodo de seis años, sin la posibilidad de reelección; ni siquiera en el caso de haberlo desempeñado como interino, provisional o sustituto. La Presidencia de la República solo es renunciable por causa grave, que deberá ser calificada por el Congreso de la Unión; el puesto también podrá ser sujeto a un proceso de revocación por medio de una votación popular. En caso de muerte, destitución o renuncia, asume, de manera inmediata y provisional el cargo, la persona titular de la secretaría de Gobernación; si la ausencia es el día de la toma de posesión, el mandatario provisional sería el presidente del Senado; si la falta absoluta es producto de un proceso de revocación de mandato, corresponde el ejercicio provisional del cargo al presidente del Congreso; en todos los casos después, con las reservas que contempla la constitución, corresponde al Congreso nombrar un sustituto o interino.
El presidente es la cabeza de la Administración Pública Federal y es auxiliado por un gabinete compuesto por las veintiún secretarías de Estado existentes, dependencias federales, organismos descentralizados y empresas paraestatales, los cuales tienen a su cargo diversas carteras de interés público, además de distintos asesores adscritos a la llamada Oficina de la Presidencia. 
Históricamente su protección corrió a cargo del Estado Mayor Presidencial, que fue el órgano técnico militar que auxiliaba al presidente en la obtención de información general, planificaba las actividades personales propias del cargo, realizaba las prevenciones para su seguridad y participaba en la ejecución de las actividades procedentes para estos efectos. Sin embargo, tal estructura se disolvió a partir del 1 de diciembre de 2018. El resguardo del presidente quedó en manos de un grupo de profesionistas con adiestramiento en materia de seguridad personal y sin armas, conocidos como «Ayudantía» e integrado por veinte personas; a la par elementos con experiencia, del también desaparecido «Cuerpo de Guardias Presidenciales», adscritos al Ejército Mexicano, vigilan áreas y zonas de trabajo del mandatario.

## Desarrollo histórico

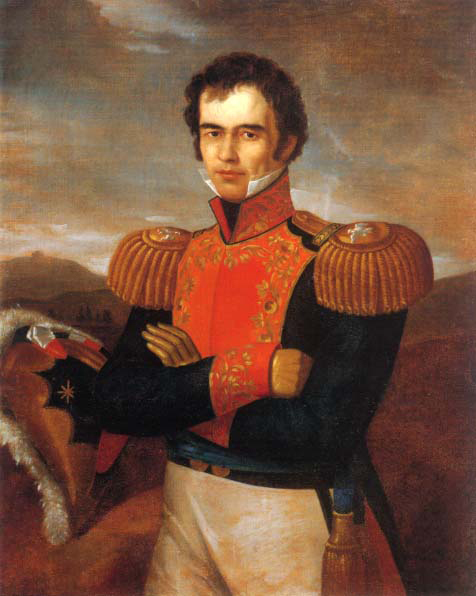
José Miguel Ramón Adaucto Fernández y Félix, conocido como Guadalupe Victoria, primer presidente de México (1824-1829).

### Antecedentes
El 30 de junio de 1813 José María Morelos hizo desde Acapulco un llamado para realizar en el mes de septiembre un congreso en la ciudad de Chilpancingo (actualmente estado de Guerrero), cuyo propósito era crear un gobierno independiente. Proclamado como el Supremo Congreso Mexicano, fue instalado el 14 de septiembre de 1813. Durante su apertura, Morelos presentó a la asamblea un documento con carácter de programa llamado «Sentimientos de la Nación», inspirado en los ideales de la Revolución Francesa, en el cual declaraba la independencia total de la «América Mexicana» y establecía en sus artículos las bases de un gobierno popular representativo con división de poderes:

La soberanía reside originariamente en el pueblo, y su ejercicio en la representación nacional compuesta de diputados elegidos por los ciudadanos bajo la forma que prescriba la constitución. Estos tres poderes, legislativo, ejecutivo y judicial, no deben ejercerse ni por una sola persona, ni por una sola corporación.

Al día siguiente de su instalación, el 15 de septiembre, el Congreso eligió a Morelos como su generalísimo de las Armas Americanas, cargo en el que recaía la titularidad del poder ejecutivo insurgente. Posteriormente, el 24 de octubre de 1814 el Congreso emitió el Decreto Constitucional para la Libertad de la América Mexicana, la cual estableció la división de poderes y que el ejecutivo recaería en el Supremo Gobierno, compuesto por tres personas que tenían igualdad de autoridad y responsabilidades; el gobierno se ejercería en una alternancia de cada cuatro meses. Su autoridad más directa, además de la naturaleza ejecutiva y administrativa, era garantizar la protección de los derechos de los ciudadanos: la libertad, la propiedad, la igualdad y la seguridad. El Supremo Gobierno fue ejercido por José María Cos, José María Liceaga y José María Morelos; sin embargo, este órgano colegiado desapareció a finales de 1815.

### Sistema monárquico

Agustín de Iturbide, el primer jefe de Estado y de gobierno mexicano, ejerció dicho rol como Emperador de México (1822-1823).

En 1820, la inminencia del establecimiento de un régimen monárquico constitucional en España basado en la Constitución de 1812, provocó que grupos conservadores tanto de criollos como de peninsulares en la Nueva España, gestara un movimiento emancipador, conocido como Conspiración de La Profesa, que mantuviera un régimen monárquico, pero apartado de la carta magna liberal de la metrópoli. El grupo nombró a Agustín de Iturbide como el militar encargado de pacificar el país, derrotar al movimiento insurgente y consumar la independencia para el grupo conspirador. 
No obstante, Iturbide pactó con el líder insurgente Vicente Guerrero y demás sectores del país, para que, tras la fusión de los movimientos, se construyera un proyecto común de independencia; el cual quedó plasmado en el denominado Plan de Iguala. Este documento fue el primero que habló abiertamente de establecer un estado independiente, cuya forma de gobierno fuera la monarquía, aunque considerando un régimen constitucional y moderado. Incluso el documento proponía explícitamente al eventual monarca, que sería el propio Fernando VII o en su defecto alguno de los hermanos del rey: el infante Carlos María Isidro de Borbón, Francisco de Paula de Borbón, el archiduque Carlos, o algún otro miembro de las casas reinantes europeas que designara el congreso. Todos estos señalamientos quedaron nuevamente plasmados en los Tratados de Córdoba, mediante los cuales el todavía Jefe Político Superior de la Nueva España, Juan O'Donojú, reconoció la independencia de la nueva nación. El nuevo sistema de gobierno formó parte del argumento central del Acta de Independencia que se firmó el 28 de septiembre de 1821 en el antiguo Palacio Virreinal. Sin embargo ante el rechazo personal de todos los contemplados, la cabeza del ejecutivo imperial quedó vacante, incluso después de la instalación del Congreso Constituyente.
El 18 de mayo de 1822 el sargento Pío Marcha encabezó una manifestación en la que participó una multitud que recorría las calles de la capital aclamando a Agustín de Iturbide como emperador y gritando: «Viva Agustín I, emperador de México».  
El 19 de mayo se reunió el Congreso, Iturbide manifestó que se sujetaría a lo que decidieran los diputados, representantes del pueblo, mientras tanto la gente aclamaba. El Congreso no podía contener a la multitud exaltada, y se dieron dos alternativas: El consultar a las provincias o proclamarlo inmediatamente. Iturbide insistió en la primera opción. Los diputados del Congreso votaron en secreto, el resultado fue de sesenta y siete votos a favor de hacerlo inmediatamente contra quince por consultar a las provincias. De esta forma, en calidad de Emperador de México, Agustín de Iturbide se convirtió en el primer jefe del ejecutivo mexicano. El Reglamento Provisional Político del Imperio Mexicano promulgado el 8 de diciembre de 1822, y creado como norma fundamental para el naciente imperio, se inspiró en la Constitución española de 1812 para establecer las funciones, poderes y limitaciones del Emperador; dichas características serían replicadas, de manera general, por todos los regímenes constitucionales en la historia de México para los titulares del poder ejecutivo; estas eran esencialmente los roles de jefe de Estado, jefe de Gobierno, mando supremo de las fuerzas armadas y ejecutor de las disposiciones de los otros dos poderes.

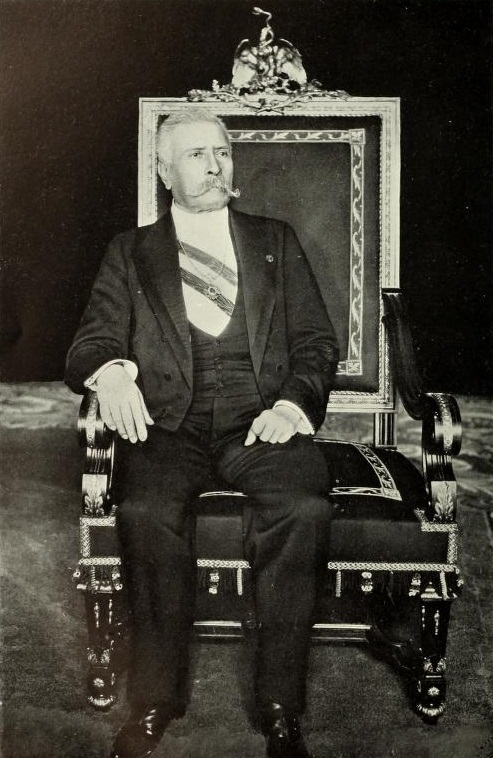
Porfirio Díaz, el presidente de mayor duración en el cargo (1876, 1877-80, 1884-1911) y que consolidara el poder de la figura presidencial.

### Surgimiento del cargo
Tras el derrocamiento del Primer Imperio en 1823, México estuvo gobernado por el Supremo Poder Ejecutivo como un gobierno provisional; al mismo tiempo el congreso emitió el Acta Constitutiva de la Federación Mexicana, que proclamó como forma de gobierno la república, aunque todavía sin especificar el cargo que ocuparía la titularidad del poder ejecutivo. 
El 4 de octubre de 1824 fue promulgada la primera constitución del Estado mexicano independiente: la Constitución de 1824, que estableció en su artículo 74: «Se deposita el Supremo Poder Ejecutivo de la Federación en solo individuo que se denominará “presidente de los Estados Unidos Mexicanos”». En ese mismo documento se establecieron elementos tales como la creación del cargo de vicepresidente de México y la duración de cuatro años para ejercer el cargo sin reelección continua —pero permitiendo la reelección alternada a los cuatro años de abandonar el cargo—. El sistema de elección consistía en lo siguiente: «La legislatura de cada estado, elegirá a mayoría absoluta de votos a dos individuos, de los cuales al menos uno, no será vecino del estado que elige; El que reuniere la mayoría de votos quedara como presidente y el otro como vicepresidente»; es decir, un sistema de elección indirecta, donde quien obtuviera mayor número de legislaturas estatales obtendría el cargo. 
El 10 de octubre de 1824, José Miguel Ramón Adaucto Fernández y Félix, conocido como Guadalupe Victoria, tomó posesión como presidente de la república en el "Salón de recepciones" de Palacio Nacional, con el siguiente juramento:

Yo, Guadalupe Victoria, nombrado presidente de los Estados Unidos Mexicanos, juro por Dios y los santos Evangelios, que ejerceré fielmente el encargo que los mismos Estados Unidos me han confiado, y que guardaré y haré guardar exactamente la constitución y leyes generales de la federación.

Desde 1824 el país se constituyó como una república presidencialista que, incluso siendo paralela al Segundo Imperio Mexicano entre 1863 y 1867, ha sido continúa hasta nuestros días. La Constitución de 1824 asentó un sistema presidencial, aunque hubo una fuerte inclinación a hacer un sólido poder legislativo y regirse bajo un sistema de pleno derecho. Al mismo tiempo, se creó un ejecutivo fuerte, esto porque se buscaba que el sistema funcionará bajo el esquema de balanza de pesos y contrapesos, así, el poder controlaría al poder. Aun cuando dicha Constitución fue un intento por establecer prontamente el sistema de gobierno y organizar el estado mexicano, es de destacar que tuvo fallas como la figura del vicepresidente que, en muchas ocasiones, produjo situaciones de ingobernabilidad más que un equilibrio. Esto porque en general el vicepresidente se encargó de realizar lo necesario para conseguir la presidencia. A manera de ejemplo está el caso de Anastasio Bustamante, vicepresidente que encabezó el golpe de Estado contra Vicente Guerrero, que ejercía el cargo de presidente.

### El cargo en los regímenes centralistas

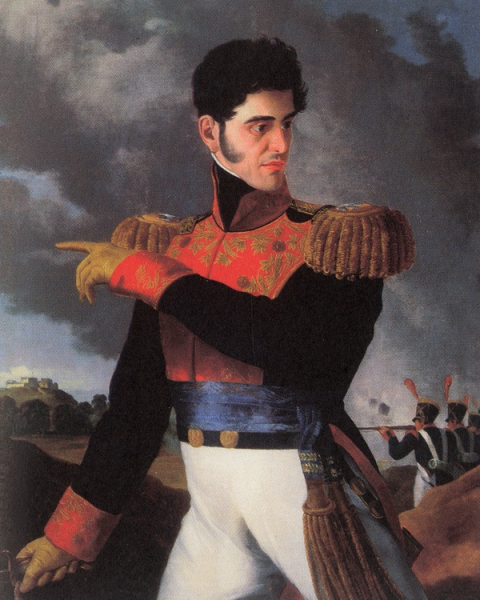
Antonio López de Santa Anna, presidente de México en 11 ocasiones entre 1833 y 1855.

A lo largo del siglo XIX, la inestabilidad política que vivió el país a raíz de las invasiones estadounidense y francesa; las luchas separatistas en Texas y Centroamérica; Así como los conflictos entre liberales y conservadores (en cualquiera de sus variantes como bandos antagónicos: republicanos contra monárquicos y federalistas contra centralistas) ocasionaban golpes de estado, revueltas, motines e incluso guerras civiles como la guerra de Reforma. Todo lo anterior obligaba a una gran cantidad de autoridades electas a dimitir a escasos meses de ejercer la responsabilidad, o a nombrar un sustituto mientras reorganizaban la defensa del país o del régimen. Esto aunado a las complejidades del sistema legal mexicano, ya que todas las constituciones vigentes, contemplaban la sucesión interina o provisional del cargo, con el solo hecho de abandonar la capital de la República.
En 1836 se instaló un régimen centralista con las Siete Leyes, que suplantaron a la Constitución de 1824 con preceptos unitarios. Establecía en los treinta y cuatro artículos de la cuarta ley las características del cargo y el mecanismo de elección presidencial: la Suprema Corte, el Senado y la Junta de Ministros nominarían a tres candidatos cada uno, y la Cámara  de Diputados elegiría de entre los nueve candidatos, tres ternas para los cargos de presidente y vicepresidente, para posteriormente enviarlas a las juntas departamentales (sustitutas de los congresos estatales), que elegirían una terna definitiva, esta debía estar aprobada por la mayoría absoluta de todas ellas; el poder ejecutivo se depositaría en un presidente que duraría en el cargo ocho años con opción a reelegirse y con el cargo irrenunciable.
En junio de 1843 se sancionó una nueva Carta Magna a la que se dio el nombre de Bases orgánicas de la República Mexicana de 1843. Los métodos de elección, poderes y facultades del presidente permanecieron idénticos a los de las Siete Leyes, con la variante de la duración en el periodo presidencial (cinco años en lugar de ocho). Bajo ambos regímenes centralistas, el cargo cambió de denominación, siendo llamado únicamente Presidente de la República.
El Acta constitutiva y de reformas de 1847, hecha para restablecer la Constitución de 1824 en el periodo de la Guerra contra la invasión estadounidense, ya establecía la elección por sufragio indirecto del pueblo para el cargo de presidente de la república, pero la inestabilidad política impidió su correcta aplicación.
El registro histórico más característico de la inestabilidad vivida por el cargo de presidente, son las once ocasiones que lo ocupó Antonio López de Santa Anna. Electo constitucionalmente para el periodo de 1833-1837 (bajo la carta magna de 1824), tan solo en su primer año de gobierno pidió cuatro licencias para ausentarse del cargo, entre estas y los interinatos de Valentín Gómez Farías acumuló cuatro ingresos a la primera magistratura. Su quinto (1839), sexto (1841) y séptimo (1843) regreso fueron como presidente interino o provisional, casi siempre apoyado por grupos políticos contrarios a los gobiernos legalmente constituidos que habían sido derrocados. Bajo el documento fundamental de las «Bases orgánicas», que sustituyó a las Siete Leyes, se produjo su octava presidencia, ya que fue electo constitucionalmente para el periodo 1844-1849, en este lapso, y en medio de la invasión de Estados Unidos, solicitó licencia en dos ocasiones para encabezar al ejército en la contienda, regresando en esas mismas ocasiones para su noveno y décimo mandato (ambos en 1847). Su último y más largo período, el undécimo (1853-1855) tuvo lugar luego de ser instalado por el golpe de Estado contra Mariano Arista.

### Consolidación de la República

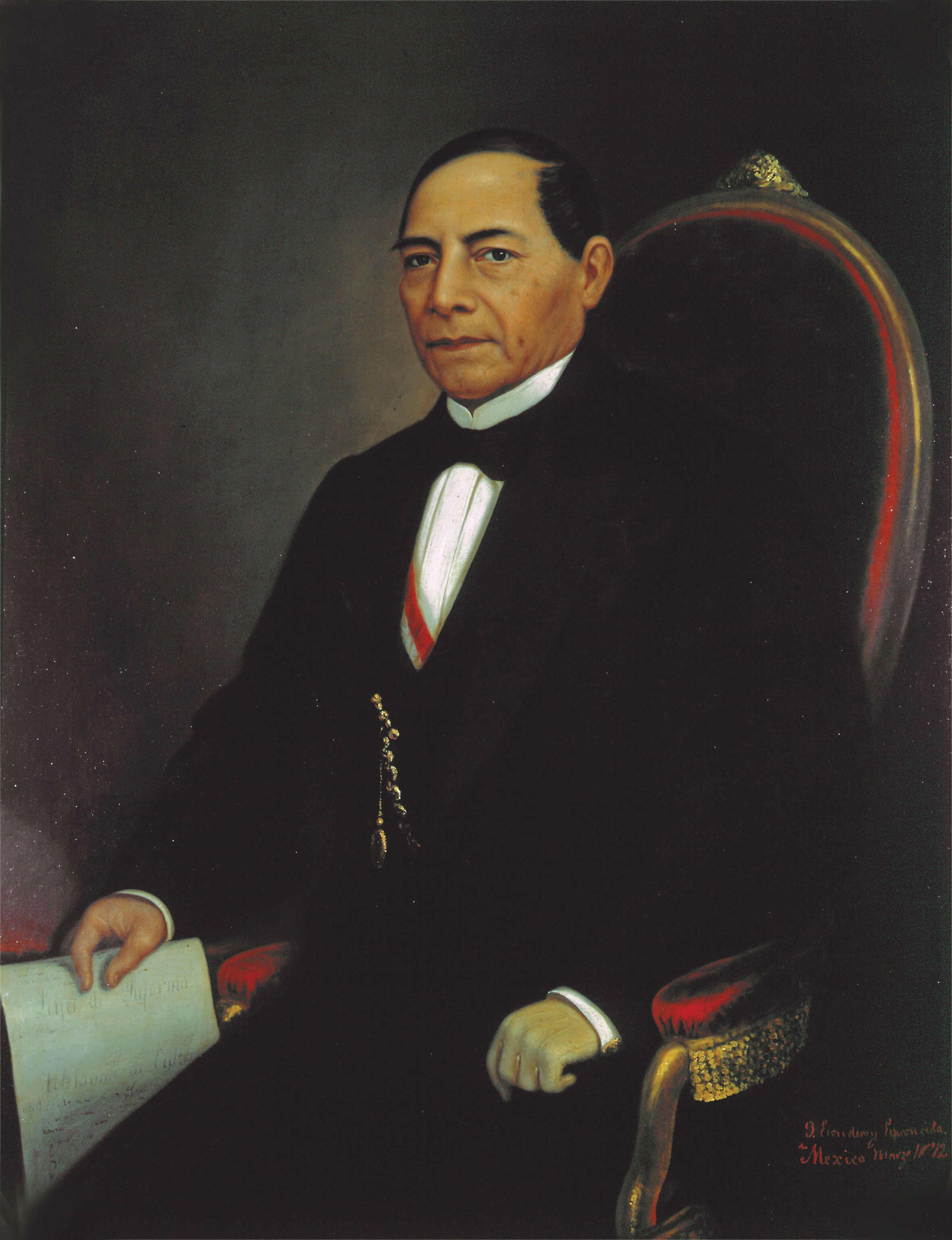
Benito Juárez, presidente de México de 1858 a 1872.

Después de la promulgación de la Constitución de 1857 se pretendió la implementación de un método de elección más democrático en México, para lo cual se redujo la distancia entre el pueblo y sus representantes. La ley electoral implementó la elección universal de primer grado, con voto público y mayoría relativa en las elecciones primarias, secreto y de mayoría absoluta para las elecciones secundarias. Las elecciones primarias serían celebradas el último domingo de junio, en ellas tendrían oportunidad de votar todos los ciudadanos varones mayores de veintiún años si eran solteros o de mayores de dieciocho años si eran casados. En ellas se elegían a los miembros del colegio electoral que tendrían derecho a votar en las elecciones secundarias, las cuales se celebrarían el lunes siguiente al segundo domingo de julio, en el caso de la elección del presidente. El colegio electoral en 1857 estaba compuesto por ochenta electores, de cada uno de los ciento cincuenta y cinco distritos electorales en los que se dividía el país, arrojando un total de doce mil cuatrocientos electores potenciales.
El convulso periodo vivido por México entre 1854 y 1867, en el que se sucedieron la Revolución de Ayutla, la guerra de Reforma, la invasión francesa, el segundo imperio y la restauración de la república, trajo consigo una resignificación del cargo de presidente; el autogolpe de estado de Ignacio Comonfort, las presidencias conservadoras y el gobierno monárquico, primero el de la regencia usurpadora y luego el de Maximiliano I, tuvieron que enfrentarse a la resistencia de Benito Juárez, quien por mandato de ley primero, y después por elección constitucional, sostuvo la representatividad del estado mexicano para recuperar primero el orden legal en la guerra civil y después la plena independencia del país por la ocupación francesa.

### El presidencialismo hegemónico y la democratización

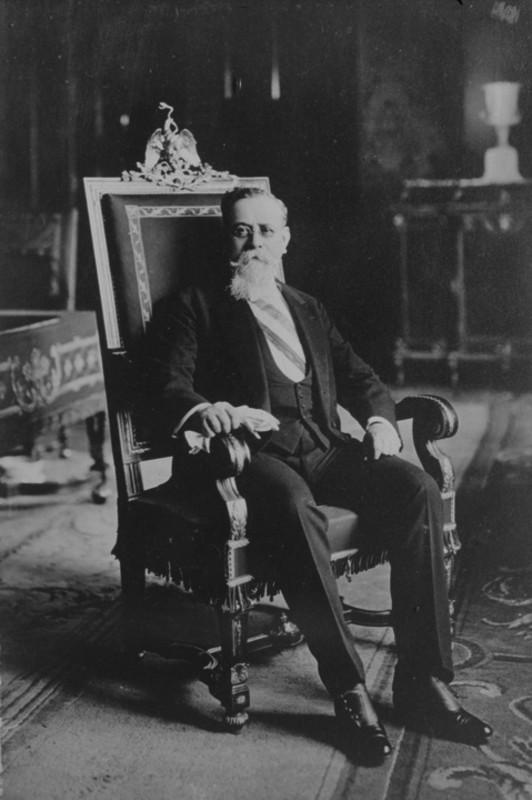
Venustiano Carranza, primer presidente electo por sufragio directo.

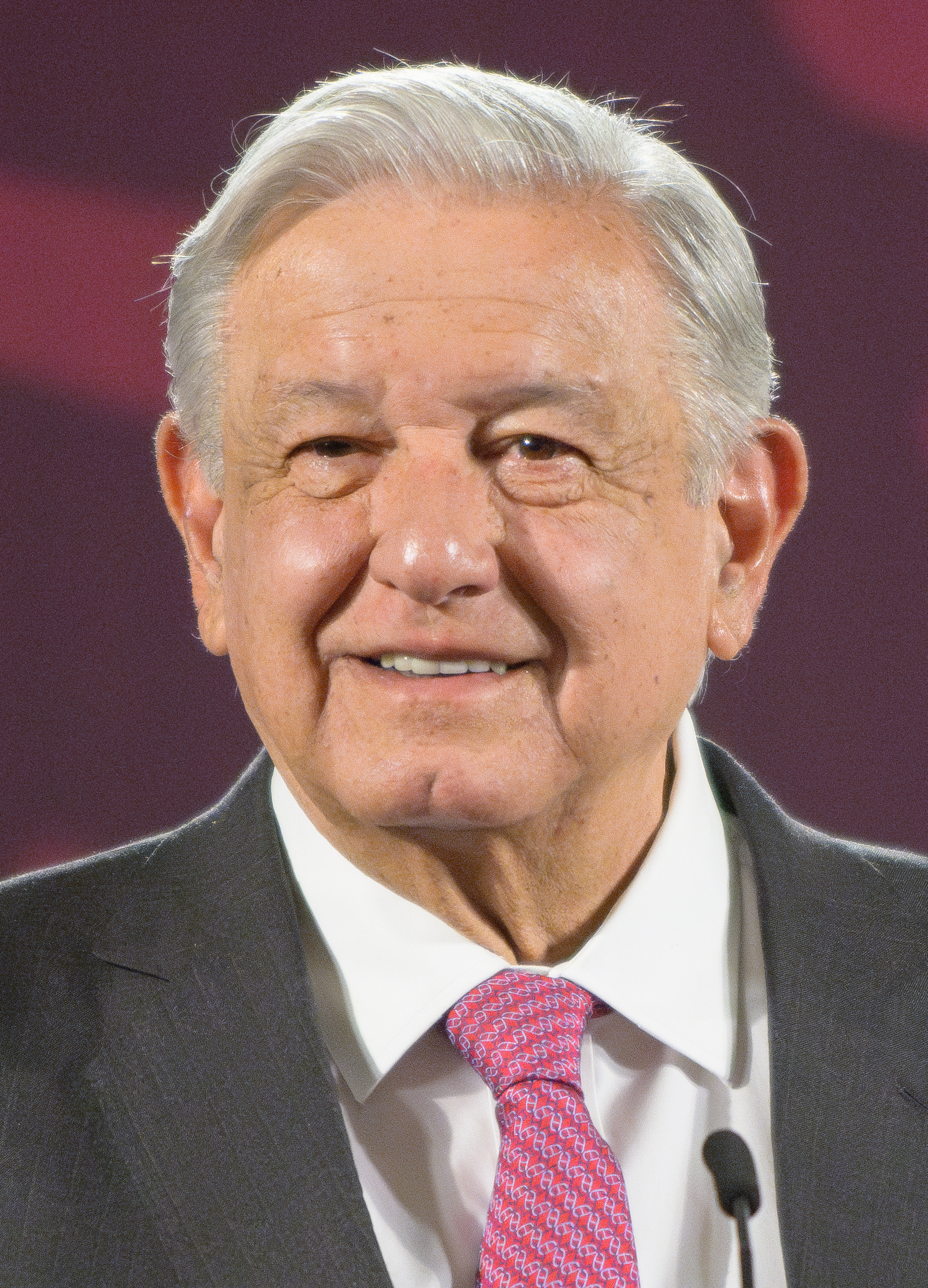
Andrés Manuel López Obrador, presidente de 2018 a 2024.

Tras la relativa pacificación emprendida por el gobierno de Porfirio Díaz, el presidencialismo mexicano se consolidó y adquirió su rol como eje central de la vida política del país, máxima autoridad y símbolo de la República. Si bien el Porfiriato devino en una dictadura, no lo era sostenida por una legislación que incluyera poderes extraordinarios del primer mandatario, sino por la construcción de un aparato estatal controlado por el presidente a través de las alianzas con grupos e individuos a los que colocaba en el Congreso, la Suprema Corte y las Gubernaturas, y por supuesto haciendo uso de la cooptación y represión por medio del ejército. La única reforma legal que favoreció el poder presidencialista, fue la supresión en 1882 de la elección popular de los ministros de la corte que, aunque nombrados por el Senado de la República, esto era en el contexto de un control de sus miembros por parte del primer mandatario.
La Revolución mexicana trajo un nuevo periodo de inestabilidad para el país y la figura presidencial, desarrollando en medio de ella eventos como el golpe de Estado contra Francisco I. Madero, la presidencia de 45 minutos de Pedro Lascuráin que legitimó la dictadura de Huerta, y los gobiernos paralelos de Carranza y los convencionistas. No obstante, también vino consigo una nueva Constitución que suprimió de manera definitiva la reelección presidencial (sin tomar en cuenta la trágica reelección de Álvaro Obregón en 1928), una de las causas históricas del conflicto armado y quizá la única que fue respetada y defendida por el sistema político mexicano de la segunda mitad del siglo XX.
Las elecciones presidenciales de 1917, que se llevaron a cabo el día 31 de marzo para instaurar los poderes federales de la República (tras la promulgación de la Constitución de 1917), fueron las primeras elecciones en México en que se usó el sufragio directo, en las cuales fue elegido Venustiano Carranza, quien no obstante, habría de enfrentar una revuelta contra su gobierno en 1920. Este ha sido el último hasta la actualidad que fue derrocado por una rebelión popular.
Además el movimiento armado propició la creación de un nuevo partido político que prácticamente monopolizó la vida política nacional: el Partido Nacional Revolucionario (PNR). Fundado en 1929 a instancias del expresidente Plutarco Elías Calles, unificó a todos los grupos políticos surgidos de la revolución, en aras de dar por terminadas las posibilidades de nuevas rebeliones militares que quitaban y ponían presidentes desde el siglo XIX. Esta unificación provocó que automáticamente el partido se convirtiera en el único representado en las dos cámaras del Congreso de la Unión, las gubernaturas, las presidencias municipales y los congresos locales, ya que absorbió a los partidos y sectores previamente representados en cada uno. En este proceso estuvo incluido el entonces presidente interino Emilio Portes Gil (miembro del Partido Laborista Mexicano igualmente unificado), que también se volvió miembro del nuevo partido. No obstante, el reciente cambio de paradigma no fortaleció la presidencia, pues la influencia de Plutarco Elías Calles sobre el nuevo sistema lo puso por encima de la autoridad presidencial en la práctica, en un periodo conocido como Maximato (1928-1934), en el que Calles ejerció el control sobre los presidentes Emilio Portes Gil, Pascual Ortiz Rubio y Abelardo L. Rodríguez.
Durante el gobierno de Lázaro Cárdenas (1934-1940) terminó por concretarse la hegemonía definitiva del presidente de la república sobre el sistema político mexicano. Esto lo gestó a través de la anulación política de Calles, creando un sistema corporativista, en el que su alianza con sectores militares, obreros, campesinos, populares y de burócratas, ajenos al expresidente, consolidaron su mando y la supremacía del cargo en el estado mexicano.
El régimen se mantuvo desde 1929 hasta el año 2000; en ese periodo todos los candidatos del partido oficial (bajo sus diferentes siglas: PNR/PRM/PRI) alcanzaron la presidencia. El régimen presidencialista priísta se caracterizó por el control absoluto del sistema político y la influencia hegemónica ejercida por el mandatario en turno sobre las actividades económicas y sociales del país, sostenida también por la alianza con diversos sectores ajenos a la política, pero beneficiarios de ella. En este periodo se suscitaron distintos niveles de alcance en el poder del presidente, sin que en realidad hubiera una legislación que estableciera su supremacía. 
El devenir de los acontecimientos históricos del país, sumado a las fallas internas del régimen, fueron restando la influencia del cargo en todos los aspectos de la vida pública. Los movimientos sociales (movimiento magisterial de 1958, huelga ferrocarrilera de 1959, movimiento estudiantil de 1968, los movimientos perseguidos durante la "Guerra sucia" y la rebelión zapatista de 1994), las crisis económicas de 1982 y 1994, el crecimiento de la oposición política de la izquierda (Partido Comunista Mexicano) y la derecha (Partido Acción Nacional), la cuestionada elección de 1988, la llegada de la pluralidad partidista a todos los puestos de elección popular a partir de 1989 y el crecimiento de poderes fácticos ajenos al estado (medios de comunicación, los empresarios, el crimen y la iglesia), minaron considerablemente el margen de maniobra en el que se desenvolvían los "poderes metaconstitucionales" ajenos al marco legal del presidente en turno.
Las elecciones eran organizadas por el gobierno, a través de la Secretaría de Gobernación. Para el proceso electoral de 1994 se creó el Instituto Federal Electoral (IFE), aunque todavía estuvo bajo la dirección de Gobernación. Para las elecciones de 2000 el IFE llegó ciudadanizado y se dio la primera alternancia entre los partidos políticos con el triunfo de Vicente Fox del Partido Acción Nacional (PAN). Luego de un segundo sexenio panista, se produjo la segunda alternancia entre partidos políticos con el retorno del PRI a la presidencia de la República en 2012. En 2018, se suscitó una tercera alternancia, segunda consecutiva, con la victoria de Andrés Manuel López Obrador de Morena. En este siglo la autonomía de diversos órganos constitucionales y la politización de amplios sectores populares han permitido la limitación de los poderes presidenciales. El 1 de octubre de 2024 tomó posesión del cargo por primera vez una mujer, Claudia Sheinbaum de Morena, quien a la vez había logrado la votación más alta en la historia de México gracias a las elecciones de 2024.

## Facultades y obligaciones

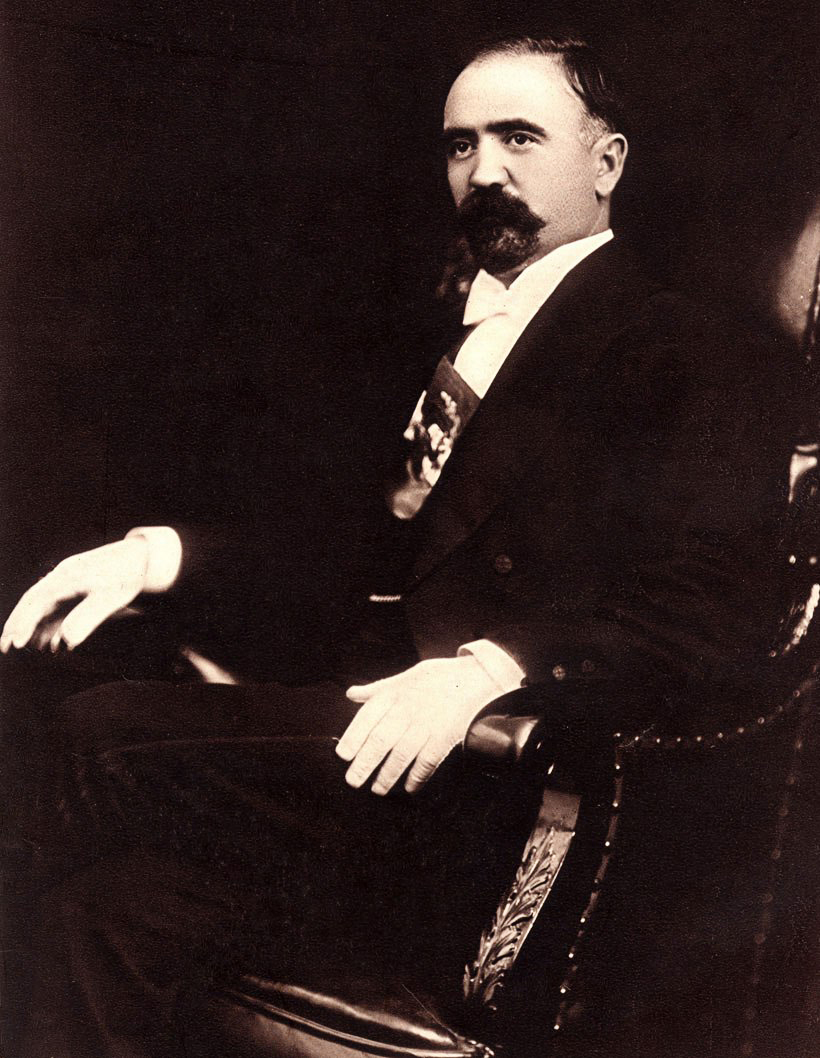
Francisco I. Madero presidente de México entre 1911 y 1913. Fue el último víctima de un golpe de Estado.

### Antecedentes
Aunque históricamente el cargo de presidente de la república ha estado vinculado al ejercicio de poderes y facultades, que pudieran identificarlo como una figura de influencia, autoridad o mando supremo por encima de los otros poderes de la unión o de la ley misma; esto ha sido más por las circunstancias de inestabilidad del siglo XIX que propiciaron algunos regímenes autoritarios, sostenidos más por la fuerza de las armas o en algunas ocasiones el clamor popular, que por una legislación que así lo estableciera. Ninguno de los textos constitucionales estableció poderes, facultades o prerrogativas excepcionales para el puesto, incluso la norma casi siempre fue que todo acto del presidente estuviese supeditado a la autoridad del Congreso. En cambio el Porfiriato y la época hegemónica del PRI, presentaban la noción de un poder absoluto del presidente; pero este se debía al control partidista en el Congreso, las gubernaturas y la influencia sobre el poder Judicial, y no a una legislación autoritaria.
En términos generales, todos los textos constitucionales de México han acreditado al primer mandatario funciones, prerrogativas y responsabilidades comúnmente hechas en cualquier régimen presidencialista. Es decir, el mando supremo de las fuerzas armadas, la administración y ejercicio de las funciones de gobierno relacionadas con la hacienda pública, los servicios públicos, la seguridad pública y nacional; el nombramiento y remoción de los empleados del gabinete, el ejército y el servicio exterior (salvo aquellos que requieren aprobación del Congreso); el diseño de políticas públicas para el desarrollo político, económico y social del país; la representación del estado ante la comunidad internacional, la presentación de iniciativas de ley, la ejecución de leyes aprobadas por el congreso, el auxilio del poder judicial para el cumplimiento de sus funciones (la procuración de justicia federal) y la concesión de indultos, exenciones, permisos especiales, entre otros.
A lo largo de la historia, han sido pocos los deberes y facultades que fueron restados o incluidos al presidente de la república, esto en relación con los conceptos característicos que tuvieron todos los documentos fundamentales del estado mexicano; entre algunas de estas «pérdidas» están: dejar de nombrar a los titulares de diversos órganos que a finales del siglo XX y principios del XXI adquirieron autonomía constitucional (INE, CNDH, Auditoría Superior de la Federación, Banco de México, INEGI, Cofece, IFT, INAI y la Fiscalía General de la República); intervenir en la designación de autoridades judiciales; otorgar una patente de corso; nombrar a las autoridades ejecutivas y judiciales en los territorios federales, los cuales después alcanzaron la categoría de entidades federativas de pleno derecho; designar al titular de la seguridad pública en la capital de la república; y nombrar directamente o proponer la terna para la elección de los ministros de la Suprema Corte de Justicia de la Nación. 
La prerrogativa de la inviolabilidad o fuero del presidente, presente en todos las normas fundamentales, también quedó anulado, sin embargo solo por delitos graves relacionados con el fuero común, la corrupción, el fraude electoral y la traición a la patria. En el aspecto de poder como creador de iniciativas de ley, el denominado "veto presidencial" nunca ha existido en la legislación mexicana; sin embargo los regímenes conservadores (Siete Leyes de 1836 y Bases Orgánicas de 1843) sí pusieron énfasis en que las mociones de revisión (mas no veto) del presidente, reiniciaran el trabajo parlamentario, para el alcance de consensos.

### Actualidad
Los poderes del presidente de la República están establecidos, limitados y enumerados por el artículo 89 de la Constitución:
- Promulgar y ejecutar las leyes que expida el Congreso de la Unión, proveyendo en la esfera administrativa a su exacta observancia;
- Nombrar y remover libremente a los Secretarios de Estado, remover a los Embajadores, Cónsules Generales y empleados superiores de Hacienda, y nombrar y remover libremente a los demás empleados de la Unión, cuyo nombramiento o remoción no esté determinado de otro modo en la Constitución o en las leyes (en el caso de los secretarios de Hacienda y Relaciones Exteriores, de no haber ratificación en dos votaciones en el Congreso, el presidente decidirá la designación);
- Nombrar, con aprobación del Senado, a los embajadores, cónsules generales y empleados superiores de Hacienda;
- Nombrar, con aprobación del Senado, los Coroneles y demás oficiales superiores del Ejército, Armada, Fuerza Aérea y Guardia Nacional;
- Nombrar a los demás oficiales del Ejército, Armada, Fuerza Aérea y Guardia Nacional con arreglo a las leyes;
- Preservar la seguridad nacional, en los términos de la ley respectiva, y disponer de la totalidad de la Fuerza Armada permanente o sea del Ejército, de la Armada, la Fuerza Aérea y de la Guardia Nacional para la seguridad interior y defensa exterior de la Federación;
- Disponer del Ejército, de la Armada y de la Fuerza Aérea, en tareas de apoyo a la seguridad pública, en los términos que señale la ley;
- Declarar la guerra en nombre de los Estados Unidos Mexicanos, previa ley del Congreso de la Unión;
- Intervenir en la designación del fiscal general de la República y removerlo, en términos de lo dispuesto en el artículo 102, Apartado A, de la Constitución;
- Dirigir la política exterior y celebrar tratados internacionales, así como terminar, denunciar, suspender, modificar, enmendar, retirar reservas y formular declaraciones interpretativas sobre los mismos, sometiéndolos a la aprobación del Senado. En la conducción de tal política, el titular del Poder Ejecutivo observará los siguientes principios normativos: la autodeterminación de los pueblos; la no intervención; la solución pacífica de controversias; la proscripción de la amenaza o el uso de la fuerza en las relaciones internacionales; la igualdad jurídica de los Estados; la cooperación internacional para el desarrollo; el respeto, la protección y promoción de los derechos humanos y la lucha por la paz y la seguridad internacionales;
- Convocar al Congreso a sesiones extraordinarias, cuando lo acuerde la Comisión Permanente;
- Facilitar al Poder Judicial los auxilios que necesite para el ejercicio expedito de sus funciones;
- Habilitar toda clase de puertos, establecer aduanas marítimas y fronterizas, y designar su ubicación;
- Conceder, conforme a las leyes, indultos a los reos sentenciados por delitos de competencia de los tribunales federales;
- Conceder privilegios exclusivos por tiempo limitado, con arreglo a la ley respectiva, a los descubridores, inventores o perfeccionadores de algún ramo de la industria;
- Cuando la Cámara de Senadores no esté en sesiones, el presidente de la República podrá hacer los nombramientos de que hablan las fracciones III, IV y IX (nombrar embajadores, cónsules, empleados superiores de Hacienda; los coroneles, jefes y oficiales de las Fuerzas Armadas; y el Fiscal general), con aprobación de la Comisión Permanente;
- En cualquier momento, optar por un gobierno de coalición con uno o varios de los partidos políticos representados en el Congreso de la Unión.
- Las demás que le confiere expresamente la Constitución.

Además de esto, y como lo señala el último punto del artículo anterior, la constitución también le otorga al presidente las siguientes prerrogativas: 
- Con aprobación del Senado, reconocer la jurisdicción, por cada caso particular, de la Corte Penal Internacional (artículo 21, párrafo VIII);[43]
- Encabezar la política económica y social, diseñando el "Plan Nacional de Desarrollo", el "Presupuesto de egresos" y la "Ley de ingresos" (artículos 25 y 26);[44][45]
- Expropiar en beneficio de la nación cualquier medio de producción y zona de explotación de recursos naturales, ya sea propiedad privada o un bien público concesionado, retirando la misma (artículo 27);[46]
- Proponer a los titulares del Banco de México, aprobados por el Senado (artículo 28);[47]
- Asumir y ejercer poderes especiales para emitir decretos y disposiciones que recuperen el orden y la paz social, en caso de guerras, catástrofes o eventos de peligro para la estabilidad y permanencia del estado (artículo 29);[48]
- La facultad para expulsar del territorio nacional a cualquier extranjero, con apego a las leyes (artículo 33);[49]
- Conceder permiso a ciudadanos mexicanos para aceptar y portar condecoraciones extranjeras, excepto títulos nobiliarios. En el caso de las condecoraciones, el primer mandatario (al igual que diputados, senadores y ministros de la Suprema Corte) podrá aceptar y portar sin permiso de ninguna autoridad (artículo 37);[50]
- Convocar a consultas populares —derecho compartido con ciudadanos, diputados y senadores— (artículo 41);[51]
- El derecho, compartido con ciudadanos, las cámaras del congreso y las legislaturas de las entidades, de presentar iniciativas de ley ante el poder legislativo federal; en esto va incluido que, le sean analizadas de forma inmediata, en calidad de "preferente", dos iniciativas de ley, no reformas constitucionales, como prioridad al inicio de cada periodo ordinario de sesiones de ambas cámaras en el congreso (artículo 71);[52]
- Ejercer el derecho de «moción de revisión», para devolver cualquier proyecto de ley a su cámara de origen (salvo resoluciones en las que el Congreso se habilite como «Colegio Electoral» o «Jurado de Procedencia»), para que la norma sea discutida nuevamente con las observaciones del mandatario, y en esta ocasión aprobada por la mayoría calificada (artículo 72);[53]
- Encabezar el Consejo de Salubridad General en caso de epidemias graves, con ello disponer de los recursos legales y facultades especiales para afrontar la situación (artículo 73, fracción XVI, punto número uno);[54]
- Proponer el nombramiento del gobernador de aquel estado sujeto por el Senado a un proceso de desaparición de poderes (artículo 76);[55]
- Salir temporalmente, hasta por siete días, del territorio nacional, sin autorización. Un periodo mayor requiere el permiso del Senado o en su defecto de la Comisión Permanente (artículo 88);[56]
- Participar, junto con la Cámara de Diputados, el Senado y la Suprema Corte, en la nominación de las ternas de quienes participaran en la elección popular que defina a los titulares de la Suprema Corte, el Tribunal Electoral y el Tribunal de Disciplina Judicial (artículo 96);[57]
- Decretar impuestos sobre cualquier mercancía exportada o importada que circule por el país, así como ser facultado a través del «presupuesto de egresos», para prohibir o restringir la exportación e importación de cualquier producto o servicio, cuando de por medio se encuentra la protección del interés popular y la economía nacional (artículo 131).[58]

## Informe de gobierno

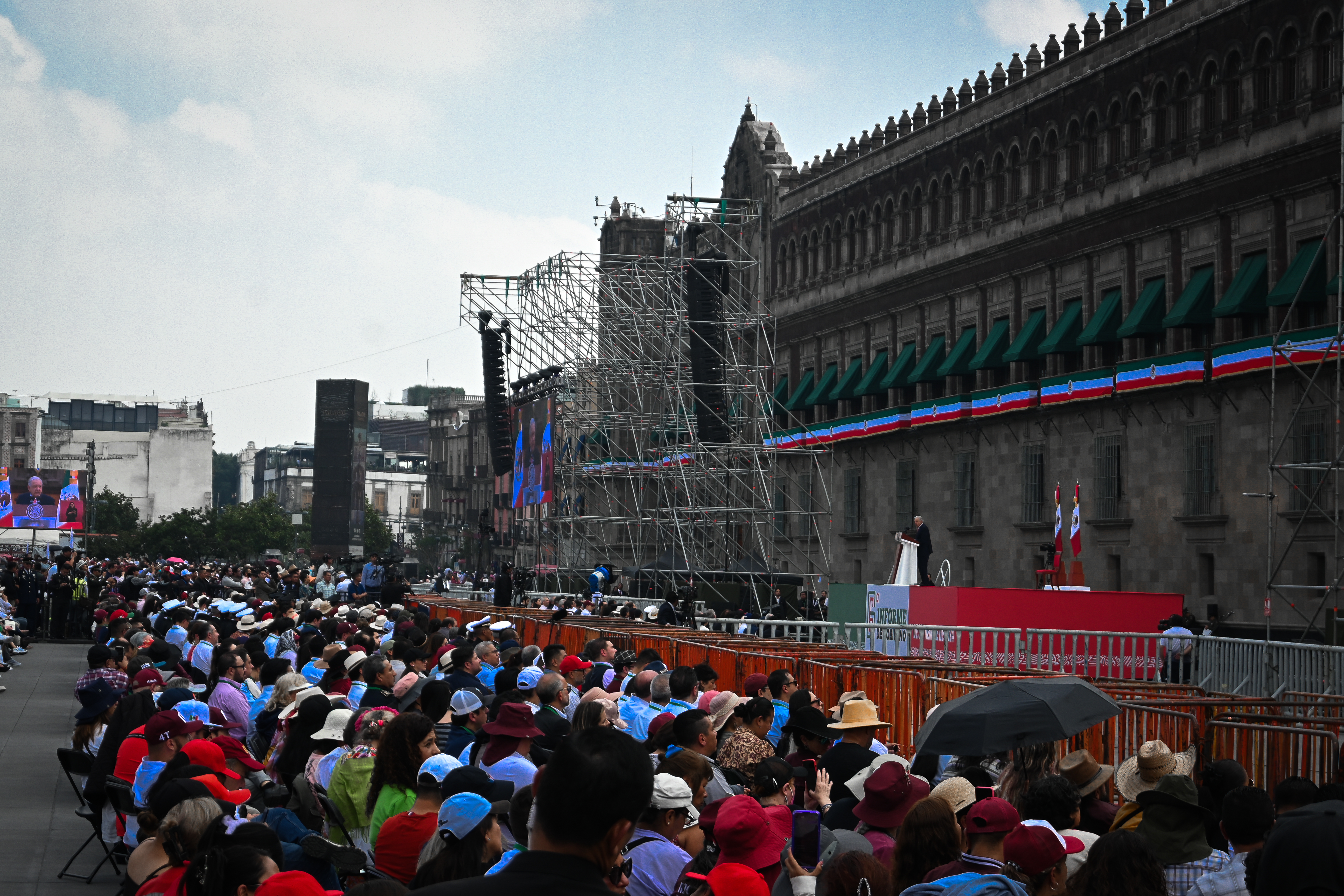
6.º Informe del presidente López Obrador en el Zócalo de la Ciudad de México.

El artículo 69 de la constitución establece que:

En la apertura de Sesiones Ordinarias del Primer Periodo de cada año de ejercicio del Congreso, el Presidente de la República presentará un informe por escrito, en el que manifieste el estado general que guarda la administración pública del país.

El espíritu de esta norma, la obligatoriedad del jefe del ejecutivo para rendir cuentas ante el congreso en la apertura del primer periodo de sesiones de cada año, ha estado vigente en todos los documentos fundamentales del sistema republicano. Por supuesto, atendiendo las variaciones en la fecha: 1 de enero (Constitución de 1824, Siete Leyes y Bases Orgánicas), 15 de septiembre (Constitución de 1857), y la actual carta magna que ha tenido dos; 1.º de septiembre (1917 a 1985, y desde 1994) y 1.º de noviembre (1986-1993).
Los diversos textos constitucionales permanentemente han establecido el término de «informe por escrito», por lo que el discurso del presidente jamás estuvo normado y por ende no era obligatorio. Sin embargo, desde el primer informe de gobierno de Guadalupe Victoria, el 1 de enero de 1825, se convirtió en parte de los usos y costumbres del sistema político que el mandatario en turno abriera la sesión de congreso general con un discurso, que podía ser una transcripción exacta del informe escrito o un discurso personalizado del presidente. Lo que si fue una constante y obligatorio, fue el requerimiento de la presencia del ejecutivo federal en la sesión inaugural, algo que terminó a partir de 2008 cuando una reforma a la constitución dejó de emplear la palabra "asistirá", por lo cual el presidente puede enviar un representante (quien sea titular de la Secretaría de Gobernación) para entregar el informe.
El evento permaneció inadvertido durante la mayor parte del siglo XIX, al igual que el cambio de poderes, solo era interrumpido por los constantes conflictos internos y las invasiones extranjeras. Durante el Porfiriato empezó a adquirir un significado más relevante, pues se volvió ocasión para manifestar y realzar los éxitos gubernamentales, así como festejar de manera personal al presidente Díaz. Sin embargo, sería el régimen hegemónico priísta el que convertiría la ceremonia en una fecha para exaltar los valores y símbolos del presidencialismo, alcanzando la misma importancia y fastuosidad que la toma de posesión. A partir de la década de 1940 aparecieron los protocolos y convencionalismos que operaban el desarrollo del día como una especie de "día del presidente". 
La jornada iniciaba con el recorrido en caravana militar del presidente de la Residencia Oficial de Los Pinos al Palacio Nacional para colocarse la banda presidencial; de ahí, una nueva caravana, esta vez acompañada de miles de personas, organizadas a través de los sectores del partido oficial, vitoreaban el paso del convoy hasta el recinto legislativo (Donceles, San Lázaro y Bellas Artes entre 1989 y 1993). Los mismos honores civiles y militares, reservados para la toma de protesta, se replicaban en cada informe de gobierno en el congreso. Una última caravana militar con el acompañamiento de miles de ciudadanos cerraba las festividades con el trayecto al Palacio Nacional, solo para que el presidente dejara la banda tricolor y fuera celebrado en medio de invitados de las elites de distintos sectores de la sociedad. 
La reforma constitucional de 2008, que terminó con el requisito de la asistencia del jefe de Estado, fue consecuencia de los sucesos de la crisis política de 2006; Vicente Fox fue el último presidente que emitió un discurso en la sede del Congreso, durante el informe de 2005; al año siguiente la toma de la tribuna por parte de la oposición evitó que se realizará el acto, entregándose el informe escrito en el vestíbulo del Palacio Legislativo; en 2007 quien detentaba la presidencia asistió únicamente para entregar el informe escrito, mencionando solamente en la tribuna la razón legal del evento (el cumplimiento del artículo 69 constitucional). Esta fue la última presencia de un presidente en la apertura del primer periodo ordinario de sesiones del congreso.
Sin embargo, eso no eliminó los mensajes a la nación con discursos frente a público de los mandatarios; desde 2007 los discursos sobre el estado que guarda la administración pública federal se han realizado al margen de cualquier ordenamiento normativo, pero respetando la periodicidad del antiguo informe. El presidente Andrés Manuel López Obrador, además del discurso tradicional del 1 de septiembre, incluía discursos informativos y recopilatorios en cada manifestación pública con motivo de los aniversarios de su triunfo electoral y de su asunción presidencial.

## Requisitos para llegar al cargo

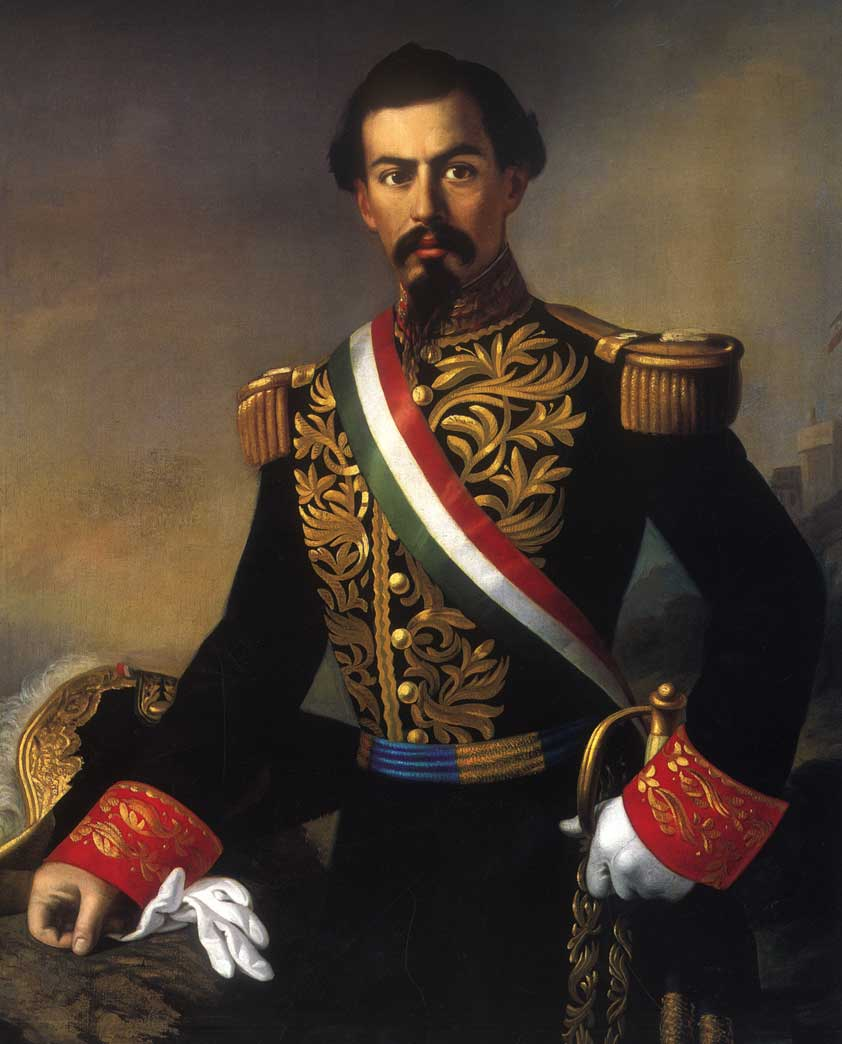
Miguel Miramón de 27 años, fue el presidente más joven de la historia.

### Antecedentes
De acuerdo con los regímenes constitucionales que antecedieron a la actual carta magna, los requisitos para el ejercicio del cargo han variado. La primera ley suprema (1824) únicamente pedía haber nacido en el país, residir en él y tener 35 años, sin estipular ninguna excepción que pudiera suscitar la interpretación o ambigüedad del texto. 
Las siete leyes centralistas de 1836 fue el primer régimen en especificar características para quien pretendiera el cargo; aumentó la edad mínima requerida a cuarenta, solicitó una experiencia previa en algún cargo civil o militar, pidió que el individuo comprobara ingresos de por lo menos cuatro mil pesos anuales (considerando la paridad vigente de la época) y exigía el no haber sido procesado por delito alguno, especialmente aquellos relacionados con el uso de recursos públicos. 
Las bases orgánicas de 1843 únicamente requerían la nacionalidad por nacimiento, la edad de cuarenta y la residencia, pero además incluyeron una medida innovadora para la época y contrastante para el origen conservador de la legislación; esto fue solicitar que el aspirante a presidente perteneciera al estado secular, es decir, sin vínculo con instituciones eclesiásticas. 
La constitución de 1857 disminuyó la edad a treinta y cinco, y retiró los requisitos económicos y de antecedentes judiciales, preservando el estatus laico del aspirante. 
El texto original de la actual carta magna impuso la obligatoriedad de no pertenecer al clero, al ejército o desempeñar algún cargo al momento de la elección, e incluyó un apartado para excluir a todo aquel que hubiera participado en un motín, asolada o rebelión; la condición de origen por nacimiento requería además que ambos padres también fueran mexicanos por nacimiento. Las sucesivas reformas retiraron el antecedente de rebelión, ampliaron los periodos de no ejercicio de cargos en el clero, ejército y gobierno antes de la elección, establecieron tiempos mínimos de residencia previa inmediata (1 año) y permanente (20 años), y se retiró la obligatoriedad de que ambos padres fueran mexicanos por nacimiento, dejándola en por lo menos uno de ellos.
Respecto al género, ningún documento constitucional lo mencionó entre los requisitos; sin embargo todos los artículos en dichos ordenamientos, referentes a los derechos político-electorales, hacían mención explícita del otorgamiento de estos únicamente a los varones, al referirlos exclusivamente como aquellos que podían ser reconocidos como «ciudadanos mexicanos», por lo tanto votar y ser votados, lo que se deshabilitaba a las mujeres de dichas prerrogativas. La reforma constitucional de 1953 que otorgó la facultad de votar a las mujeres, daba por sentado su derecho a acceder a cualquier cargo, incluyendo la presidencia de la república.

### Actualidad
Según el artículo 82 de la Constitución Política de los Estados Unidos Mexicanos, para ser presidente se requiere:
- Ser ciudadano mexicano por nacimiento, en pleno goce de sus derechos, hijo de padre o madre mexicanos y haber residido en el país al menos durante veinte años.
- Tener 35 años cumplidos al tiempo de la elección.
- Haber residido en el país durante todo el año anterior al día de la elección. La ausencia del país hasta por treinta días no interrumpe la residencia.
- No pertenecer al estado eclesiástico ni ser ministro de algún culto.
- No estar en servicio activo, en caso de pertenecer al Ejército, Fuerza Aérea, Armada y Guardia Nacional, seis meses antes del día de la elección.
- No ser titular de una Secretaría de Estado o Subsecretaría, o de la Fiscalía General de la República, o del poder ejecutivo de alguna entidad federativa, a menos de que se separe de su puesto seis meses antes del día de la elección
- No estar comprendido en alguna de las causas de incapacidad establecidas en el artículo 83; (ya haber ocupado la presidencia de forma sustituta, provisional, interina o constitucional).
- No tener o haber tenido en los últimos tres años anteriores al día de la elección un vínculo de matrimonio o concubinato o unión de hecho, o de parentesco por consanguinidad o civil en línea recta sin limitación de grado y en línea colateral hasta el cuarto grado o de afinidad hasta el segundo grado, con la persona que está ejerciendo la titularidad del Ejecutivo Federal.

## Elección

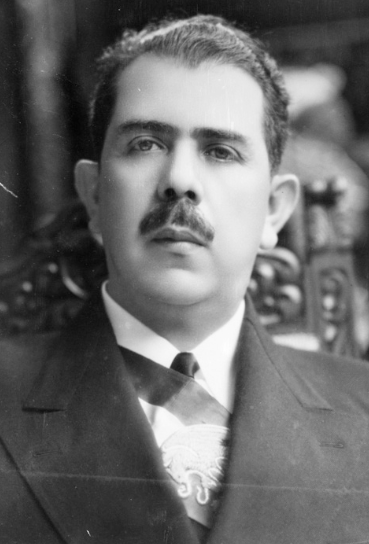
Lázaro Cárdenas, presidente de 1934 a 1940.

### Antecedentes
- Constitución de 1824: La legislatura de cada estado elegia entre una terna de dos candidatos, y por mayoría absoluta, al presidente y al vicepresidente de la república. El resultado de la votación era enviado al consejo de gobierno en la capital, que podía proceder al conteo una vez que tuviera las tres cuartas partes de las legislaturas registradas, en presencia de la totalidad de los senadores y los diputados. Posteriormente la Cámara de Diputados se constituye en colegio electoral y califican la elección definitivamente. Era presidente quien obtuviera la mayor cantidad de legislaturas donde registrara, en lo particular, la mayoría absoluta. En caso de empate correspondía al pleno de la Cámara de Diputados nombrar al presidente.[24]

- Siete Leyes y Bases Orgánicas: La Suprema Corte, el Senado y la Junta de Ministros nominarían a tres candidatos cada uno, y la Cámara de Diputados elegiría de entre los nueve candidatos, tres ternas para los cargos de presidente y vicepresidente, para posteriormente enviarlas a las juntas departamentales (sustitutas de los congresos estatales), que elegirían una terna definitiva, esta debía estar aprobada por la mayoría absoluta de todas ellas. El congreso en sesión general contabiliza los votos y designa presidente a quien tuviera la mayoría absoluta de los votos. En caso de empate se realizaba un sorteo para elegir al ganador.[26][27]

- Constitución de 1857: En cada municipio y de acuerdo a su división distrital y cantidad de habitantes, los ciudadanos eligen electores por cada división. Los electores designados votan por los candidatos a presidente de la república y presidente de la suprema corte.[69]

La legislación electoral surgida del texto original de la actual carta magna contempló desde el principio el voto directo de la población, produciéndose como únicos cambios, el voto femenino instaurado en 1953, la disminución de la edad mínima de votante de 21 a 18 años en 1972 y el voto de los mexicanos en el extranjero en 2005.
Las reelecciones estuvieron permitidas por todas las cartas magnas, sin embargo se consideran dos casos; la de 1857 prohibió la reelección inmediata en 1878, para luego regresarla a su sucesión ilimitada en 1887, una última reforma en 1911 la privó por completo. La actual constitución, en su texto original, la había vedado, pero solo para el mandatario que fuera electo constitucionalmente, los provisionales, interinos y sustitutos podían aspirar al cargo, pero no para el periodo continuo; la reforma de 1927 la restableció, aunque no para el ciclo inmediato, finalmente la reforma constitucional de 1933 la prohibió definitivamente.

### Actualidad
De acuerdo al artículo 81 de la constitución, la elección del presidente debe ser directa y en los términos que disponga la ley electoral, es decir el proceso regido por la Ley General de Instituciones y procedimientos electorales y también con lo establecido en el artículo 41 constitucional.
En términos generales dichas normativas establecen los derechos, facultades, prerrogativas y obligaciones para ciudadanos, partidos políticos, los poderes de la Unión y sus dependencias en materia electoral. Nombra al Instituto Nacional Electoral como organizador, fiscalizador, autoridad y responsable de los procesos electorales. Designa a la Fiscalía Especializada para la Atención de los Delitos Electorales como el ente persecutor de las violaciones al marco jurídico en la materia. Define al Tribunal Electoral del Poder Judicial de la Federación como el calificador e instancia jurídica para dirimir las controversias que surjan de las elecciones; todas las anteriores facultades mencionadas recaían anteriormente en el Colegio Electoral Federal.
La ley mexicana no indica métodos de selección interna para los candidatos en los partidos políticos, y deja en manos de los estatutos internos de estos la manera de seleccionarlos. Sin embargo si proceden especificaciones para candidatos independientes, como un primer corte (que bien podría interpretarse como una ronda primaria) de aspirantes, en las que los registrados inicialmente deberán reunir un determinado número de firmas que respalden su viabilidad para aparecer en las boletas. El sistema electoral mexicano no contempla la segunda vuelta, por lo que para el candidato ganador bastará con superar el número de votos del segundo lugar, así sea por uno solo. Además, y debido a la controvertida elección de 2006, la ley prevé el reconteo total de la votación cuando entre los dos primeros lugares exista menos de uno por ciento de diferencia o el porcentaje de votos nulos supere el de la diferencia de los punteros, también se contempla en caso de irregularidades graves. 
Durante la primera etapa del proceso de elección, se llevan a cabo diversas actividades entre las que se encuentra las campañas electorales, las cuales tendrán una duración de noventa días. Las campañas deben de terminar tres días antes de la fecha electoral y a partir de ese momento queda prohibida cualquier difusión de propaganda, así como de encuestas o estudios estadísticos sobre las elecciones. El INE organiza también los debates presidenciales, que deben ser transmitidos por radio y televisión en cadena nacional; un acuerdo previo con la Cámara Nacional de la Industria de Radio y Televisión determina la señal de ambos medios y los moderadores que estarán involucrados. Los partidos políticos intervienen para determinar las fechas, cantidad de debates y las ciudades sede.
Las elecciones se llevan a cabo el primer domingo de junio del año de la elección, las casillas electorales abren a las 8:00 horas y cierran a las 18:00 horas sin ningún cierre intermedio. Una vez cerrada la casilla se procede a contabilizar todas las boletas electorales y a cancelar las que hayan sobrado, se llenan las actas donde se establezcan los resultados y son firmadas de conformidad por los funcionarios de casilla y los representantes de los partidos políticos, todo se integra en un paquete que es sellado y que el presidente de la casilla procede a entregar al Consejo Distrital, que es el organismo encargado de contabilizar los paquetes electorales. 
La etapa de resultados y declaraciones de validez de las elecciones, inicia con la entrega a los consejos distritales de la documentación y de los expedientes electorales, y concluye con los cómputos y declaraciones que realizan los consejos del Instituto Nacional Electoral o las resoluciones del Tribunal Electoral. Es este último quien declara la validez de la elección y emitirá el dictamen que declara presidente electo al candidato ganador. Finalmente la Cámara de Diputados expide dicho dictamen en el Diario Oficial de la Federación a través de un bando solemne.

## Duración en el cargo
Las constituciones de 1824 y 1857 establecieron el periodo de cuatro años para el cargo de presidente, el de Guadalupe Victoria fue más largo (cinco meses más) al unificarse con su mandato del Supremo Poder Ejecutivo que había fungido como ente ejecutivo provisional. Bajo ese formato de duración, solo él, Benito Juárez, Manuel González y Porfirio Díaz lo completaron; No obstante también Juárez recibió una prórroga para el final de su primer mandato (1861-1865), extensión que duraría hasta el triunfo de la república sobre el imperio y la eventual convocatoria de elecciones (1867). La reforma constitucional de 1904 elevó a seis el periodo de gobierno, lapso que en efecto cubrió Díaz en su penúltima reelección; bajo ese formato el mismo fue reelecto en 1910 y Francisco I. Madero en 1911, no obstante ninguno de los dos lo concluyó.
Los dos regímenes constitucionales conservadores (Siete Leyes en 1836 y Bases Orgánicas en 1843), fijaron en ocho y cinco años los periodos de duración del cargo, respectivamente; Sin embargo, solo uno por cada formato fue elegido para dichos lapsos, Anastasio Bustamante por ocho y Antonio López de Santa Anna por cinco, y ninguno completó el periodo.
La constitución de 1917 restableció los cuatro años como periodo de duración; la reforma constitucional de 1927 lo modificó y ubicó en seis años a partir del ciclo 1928-1934. Álvaro Obregón había sido elegido originalmente para dicho sexenio, luego de su muerte antes de tomar posesión; Emilio Portes Gil, presidente interino, convocó a elecciones para completar el periodo original, no obstante, ante la renuncia del elegido Pascual Ortiz Rubio (1932), el mandatario sustituto, Abelardo L. Rodríguez, concluyó el tiempo determinado y convocó a elecciones para un mandato nuevo (1934-1940).

## Toma de posesión

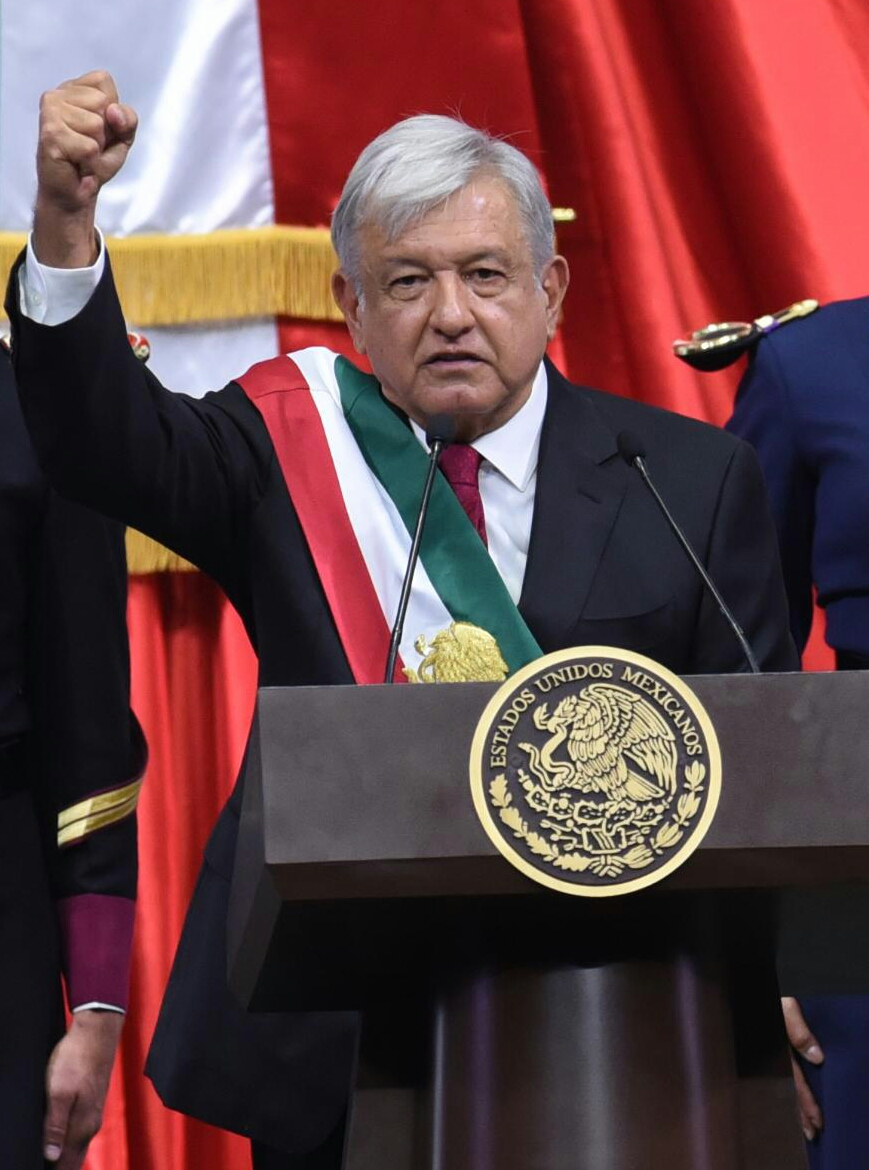
El entonces presidente Andrés Manuel López Obrador portando la banda presidencial en la toma de protesta.

### Fecha y juramento
Según lo establece la Constitución Política de los Estados Unidos Mexicanos en su artículo 87, el presidente electo deberá tomar posesión de su cargo, ante el Congreso de la Unión o en su defecto, en caso de que este no pueda rendir protesta ante el pleno del poder legislativo, lo hará ante las mesas directivas de la Cámara de Diputados y de la Cámara de Senadores, ante la Comisión Permanente, o en el último de los casos ante el presidente de la Suprema Corte de Justicia de la Nación. Una vez instalada la sesión de Congreso General, el presidente electo deberá de prestar la siguiente protesta:

Protesto guardar y hacer guardar la Constitución Política de los Estados Unidos Mexicanos y las leyes que de ella emanen, y desempeñar leal y patrióticamente el cargo de Presidente de la República que el pueblo me ha conferido, mirando en todo por el bien y prosperidad de la Unión; y si así no lo hiciere que la Nación me lo demande.

No obstante, la obligatoriedad de la ceremonia no es restrictiva del ejercicio del cargo, pues tal como lo establece el artículo 83, el presidente inicia su mandato a las 00:00 horas (UTC-06:00) del 1 de octubre.
La fecha de la toma de posesión o de protesta, (oficialmente "transmisión del poder ejecutivo federal") y por ende el inicio de funciones para el presidente, ha variado de acuerdo a cada documento fundamental. La primera fecha establecida fue el 1 de abril (Constitución de 1824), después el 2 de enero (Siete Leyes de 1836), a esta le siguió el 1 de febrero (Bases orgánicas de 1843), posteriormente, tanto la Constitución de 1857, como la actual carta magna de 1917, establecieron el 1 de diciembre. Esta última realizó la primera modificación en más de siglo y medio, cuando en 2014 se estableció que a partir del periodo 2024-2030 la fecha sería el 1 de octubre. Desde luego todas estas fechas corresponden a la asunción de un mandatario titular electo constitucionalmente, que por las diversas circunstancias históricas, especialmente del siglo XIX, pocas veces se dieron.
Para evitar las ambigüedades que ocasionaran conflictos o incluso vacíos de poder, sobre el ejercicio de responsabilidades entre el presidente entrante y el saliente el día de la toma de protesta, desde 1920 la redacción del bando solemne que emite la cámara de diputados para declarar presidente electo (y que desde 2000 es precedido y mandatado por la declaratoria de validez de la elección por parte del Tribunal Electoral —con el mismo texto—), señalaba en su redacción que el ganador de los comicios sería: "Presidente de los Estados Unidos Mexicanos para el periodo comprendido entre el 1.º de diciembre de (año de la elección) al 30 de noviembre de (último año del periodo)". Asumiéndose de esta forma la sucesión automática del cargo al iniciar el primer día de diciembre del año de la elección. Desde luego esta fórmula varió ligeramente a partir de 2024 con el texto: "Es Presidente de los Estados Unidos Mexicanos para el periodo comprendido entre el 1.º de octubre de (año de la elección) al 30 de septiembre de (último año del periodo)."
En cuanto a los juramentos, los tres primeros documentos fundamentales utilizaron la misma fórmula, una declaración juramentada donde el presidente en primera persona (Yo... N.) juraba sobre los santos evangelios el ejercicio virtuoso del cargo, la guarda de la constitución y las leyes. La constitución de 1857 sostuvo la palabra «juro», retiró la mención de los santos evangelios e incluyó la evocación del bienestar nacional. La constitución vigente, ha sostenido permanentemente la misma frase, las variaciones frente a su antecesora fueron, el convertir la declaración en una toma de protesta y no en un juramento, como alusión a que es la voluntad popular la que le otorga el cargo; y la referencia de que su incumplimiento le será reclamado legítimamente por la misma soberanía popular que lo eligió.

### Origen
La Constitución de Cádiz, de corte liberal y producto del movimiento emancipador español, estableció un ritual ceremonial acompañado de un juramento solemne para que las autoridades del Imperio, desde el rey hasta los alcaldes, asumieran formalmente sus cargos, aunque en el Virreinato de la Nueva España nunca se aplicó. Sería este el antecedente histórico en el que se basó la primera constitución del México independiente, la de 1824, para establecer el juramento solemne por el que tomaría posesión el presidente de la República.
Antes de esto, el Emperador Agustín de Iturbide había jurado su cargo al estilo de la Constitución de Cádiz, frente al Congreso y después sería coronado en la Catedral Metropolitana.
Guadalupe Victoria siendo el primer presidente, es en consecuencia el primero en tomar posesión formalmente ante el poder legislativo. La norma prevaleció entre todas las constituciones y leyes orgánicas del estado mexicano, incluso en el segundo imperio y con los múltiples cambios de poder del siglo XIX y la etapa de la revolución.

### Características históricas

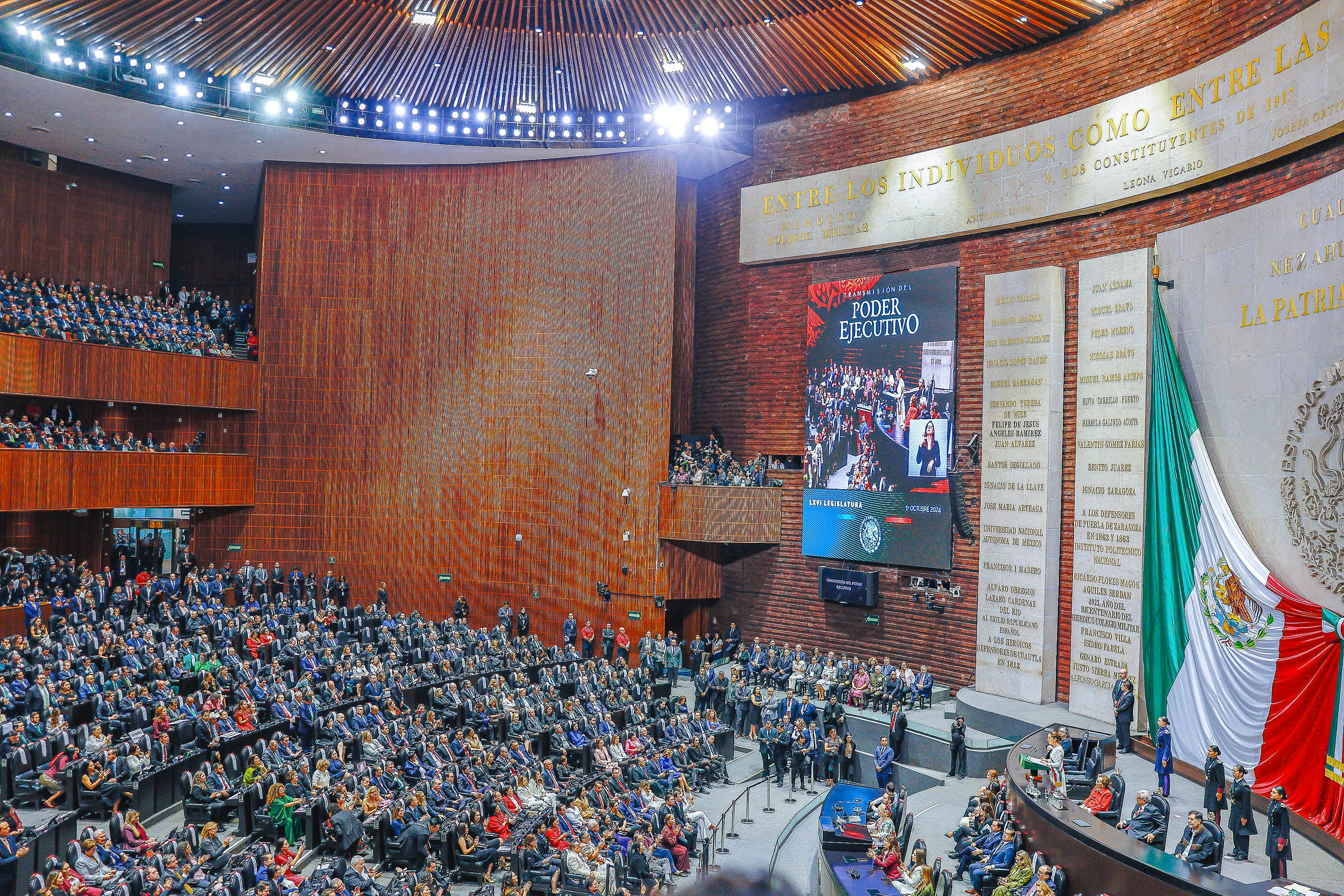
Toma de protesta de la presidenta Claudia Sheinbaum en 2024, ante el Congreso de la Unión.

La ceremonia de toma de posesión según el protocolo previsto en la ley, es un acto solemne en el que el presidente entrante recibe la banda presidencial, símbolo que lo acredita como presidente constitucional y que solo él puede portar y lo hace en aquellas ceremonias marcadas por el protocolo político y cívico del país, como es la recepción de las cartas credenciales de los Embajadores de otros países acreditados en México o en la ceremonia conmemorativa de la Independencia, entre otros. No existen otras normas legales sobre la manera en que debe realizarse la toma de protesta presidencial. La formalización del mismo ha sido tradicionalmente realizada mediante protocolos ceremoniales del Congreso. Por otro lado, históricamente, los presidentes han establecido diversas ceremonias adicionales, definidas mediante reglamentos de ceremonial que no tienen valor normativo, pero que lo habitual y constante del uso lo establecían como algo fijo.
El rito se desarrolla con gran solemnidad: Primero la apertura de la sesión general del Congreso de la Unión, después la llegada del presidente saliente y minutos más tarde hace su entrada el mandatario recién electo, ambos acompañados de comitivas de cortesía, integrados por diputados y senadores. A la llegada de este, todos los concurrentes se ponen de pie, excepto el presidente de la Cámara de Diputados (que ejerce como presidente de la sesión de Congreso general), que se queda sentado no por falta de cortesía, sino como evidencia del respeto mutuo entre los poderes Ejecutivo y Legislativo. El presidente de la Cámara de Diputados abre la sesión del Congreso de la Unión y plantea la razón legal del evento. En el estrado principal del recinto legislativo también se encuentran sentados el presidente del Senado y el presidente de la Suprema Corte de Justicia.
Antes de tomar la banda presidencial, se lleva a cabo la protesta: el nuevo titular del poder ejecutivo se pone de pie con el brazo derecho en alto, ante un ejemplar de la constitución y el presidente del Congreso, todos los demás asistentes parados también y guardando respetuoso silencio escuchan el juramento de ley.
Cuando el público lo permite, el Primer Magistrado recibe la banda presidencial del presidente del Congreso y lee un mensaje a la Nación. En todos los casos el mensaje de nuevo presidente Constitucional inició dirigiéndose respetuosamente al Poder Legislativo y al Poder Judicial así como a los demás poderes estatales, municipales y a los invitados especiales asistentes al acto, tanto nacionales como extranjeros. Terminada esta ceremonia se le conduce a Palacio Nacional para dar paso al desfile de las fuerzas militares.
Aunque el ceremonial establecido por la ley era solo el antes mencionado, con el paso de los años y conforme fue estableciéndose aún más el sistema presidencialista y la figura de su titular como ejes de la vida política del país, varió notablemente la misma. Cada presidente realizó distintos eventos para celebrar su toma de posesión; incluso es importante resaltar que nunca existió obligatoriedad por un discurso inaugural, y sin embargo fue costumbre de cada presidente darlo frente al congreso o frente audiencias de invitados. A los discursos se añadieron eventos posteriores que magnificaban o enaltecían la figura presidencial, tales como desfiles, banquetes, sesiones de presentación o toma de protesta del gabinete y concentraciones masivas de apoyo popular. Guadalupe Victoria, por ejemplo, al terminar la ceremonia fue a un Te Deum.
Hay quienes señalan que el ritual de la sucesión presidencial es un anticipo de lo que se espera durante el sexenio. Por ejemplo, la llegada al poder de Lázaro Cárdenas del Río se caracterizó por la convocatoria masiva, pues hizo su entrada triunfal al poder el 1 de diciembre de 1934 en el Estadio Nacional (que se ubicaba en lo que hoy es el Jardín Ramón López Velarde, en la colonia Roma de la Ciudad de México), lugar en el que la banda presidencial se la dio el presidente interino Abelardo L. Rodríguez, en un evento que atrajo a personas de todos los sectores sociales; esa fue tal vez una ventana para conocer al que hasta ahora es uno de los presidentes más populares.
Lo anterior no coincidió con la toma de posesión de Miguel Alemán, el 1 de diciembre de 1946, quien eligió el Palacio de Bellas Artes para recibir el poder y dar su discurso ante una selecta concurrencia; Adolfo Ruiz Cortines, Adolfo López Mateos y Gustavo Díaz Ordaz, hicieron lo mismo.
Pero fue con Luis Echeverría con el que se modificaron varios pasos del ritual, por ejemplo, la foto de gabinete, que se realizaba en la oficina presidencial fue capturada en el patio de Palacio Nacional, y la toma de protesta en el Auditorio Nacional. Características que se mantuvieron con su sucesor.
En los tiempos de apogeo del régimen priísta, el evento incluía un discurso prolongado en la ceremonia oficial por parte del nuevo presidente; al concluir esta, el mandatario (comúnmente acompañado de su antecesor) realizaba el trayecto del recinto legislativo al Palacio Nacional en un vehículo descapotable, custodiado por una caravana militar de honor, integrada primordialmente por cadetes del Heroico Colegio Militar, la ruta recorrida por las calles de la Ciudad de México varió de acuerdo a la sede de la ceremonia; en el recorrido el presidente saludaba de pie a los miles de simpatizantes, que eran organizados en vallas a lo largo del camino por los sectores del partido, para vitorear al nuevo titular del ejecutivo; al llegar a Palacio Nacional se realizaba la fotografía oficial del gabinete, seguido del saludo personalizado de cada uno de los secretarios de estado con el presidente en el despacho presidencial o algún salón del mismo Palacio, coloquialmente conocido como «besa manos»; posteriormente se llevaba a cabo la denominada salutación de las Fuerzas Armadas con un breve desfile militar en el Zócalo o en el Campo Marte, como primer evento en calidad de Comandante Supremo; y finalizaba la jornada, ya fuera con eventos masivos en el mismo Zócalo, o con banquetes en Palacio Nacional, el Castillo de Chapultepec o Los Pinos.
El recinto legislativo de San Lázaro quedó como sede de la toma de posesión desde el arribo de Miguel de la Madrid, que tuvo como invitados a los premios nobel Octavio Paz y Gabriel García Márquez; sin embargo, fue con Carlos Salinas de Gortari con quién se encontraron mandatarios extranjeros entre los invitados al Congreso de la Unión.
Algo que no se ha vuelto a repetir desde la salida de Ernesto Zedillo son los desfiles posteriores a la toma de protesta. Después del juramento y la investida de la banda tricolor, el presidente saliente acompañaba al nuevo mandatario de San Lázaro a Palacio Nacional, para tomar la fotografía del nuevo mandatario, situación que finalizó con Carlos Salinas acompañado por Miguel De la Madrid.
Vicente Fox, el primer presidente ajeno al PRI desde 1929, realizó un recorrido por las calles de la Ciudad de México, una comida con la clase política y empresarial en el Museo de Antropología, un evento de presentación en el Auditorio Nacional, verbena popular en el Zócalo y una cena de estado en el Castillo de Chapultepec. De los anteriores eventos, su sucesor únicamente repitió el mensaje oficial en el Auditorio Nacional.
En 2018, Andrés Manuel López Obrador fue el primero en dar un discurso frente al Congreso de la Unión desde el año 2000, luego de las accidentadas investiduras de Felipe Calderón y Enrique Peña Nieto, quienes solo rindieron la protesta de ley y se retiraron. Esta ceremonia fue la más concurrida de la historia, en cuanto a representantes del extranjero se refiere; con ellos López Obrador sostuvo una comida en Palacio Nacional al finalizar la toma de posesión; previamente su llegada a palacio estuvo marcada por una caravana custodiada por militares y las manifestaciones públicas de apoyo en la ruta que siguió, un poco más larga que otras, al rodear el perímetro urbano que separa el Palacio Legislativo de San Lázaro del Zócalo. Además, la mencionada ceremonia alcanzó destacados niveles de audiencia televisiva y menciones en redes sociales. Finalmente, y como cierre de la jornada, se llevó a cabo un evento de respaldo popular en el Zócalo de la Ciudad de México, en el que representantes de 68 grupos indígenas le entregaron de manera simbólica el denominado bastón de mando, un acto inédito en la relación de las autoridades nativas y la presidencia de la república; para concluir el evento dio un discurso ante 150 000 asistentes.

### Sedes
Tal como lo establece la Constitución, la protesta de ley se hará frente al Congreso de la Unión, y en consecuencia en el edificio que tenga este como sede. De esta manera el lugar de la toma de posesión ha cambiado con el paso de los años y ha dependido incluso de momentos circunstanciales en los que la sede oficial ha sido cambiada, a veces por petición del presidente entrante o saliente.
Guadalupe Victoria tomó posesión en el Salón de recepciones de Palacio Nacional. Posteriormente el antiguo salón de comedias o teatro dentro del mismo inmueble, fue habilitado como recinto legislativo, aquí tomaron posesión la mayor parte de los presidentes desde 1829 (Vicente Guerrero) hasta 1871 (Benito Juárez en su último periodo). En este lapso solo se presentaron las excepciones de aquellos mandatarios, que en compañía del congreso, huían ante la toma de la capital por tropas extranjeras (Intervenciones estadounidense de 1847-48 y francesa de 1863-67). En el primer caso las tomas de posesión se realizaron en la Academia de San Fernando en Querétaro (1847-48); y durante el segundo, el estado de guerra permanente contra las tropas francesas ocasionaron que el periodo presidencial de Benito Juárez fuera extendido dos años más por decreto del Congreso, sin necesidad de toma de posesión, siendo esta la única ocasión en la que no se realizó el evento (sin contar las presidencias de facto, en las que no son requeridas). Sebastián Lerdo de Tejada tomó posesión como presidente sustituto (ante la muerte de Juárez) en el Salón Embajadores de Palacio Nacional.
Con la habilitación del antiguo Teatro Iturbide como recinto parlamentario en 1872, se convirtió en sede del congreso y por ende de las tomas de posesión desde 1876 hasta 1904, posteriormente se incendió en 1909; La única excepción fue curiosamente la de la primera presidencia de Porfirio Díaz, proclamado de facto por el Plan de Tuxtepec (1876). Mientras se construía el Palacio Legislativo de Donceles sobre los restos del Teatro Iturbide, el salón de actos del Palacio de Minería fungió como sede del congreso y de la última toma de posesión de Porfirio Díaz en 1910. Inaugurado el Palacio de Donceles, fue anfitrión de las tomas de protesta a partir de 1911 (con la de Francisco I. Madero), incluyendo dos el mismo día; esto ocurrió cuando Pedro Lascuráin tomó de forma interina el cargo durante 45 minutos el 19 de febrero de 1913 y luego ahí mismo entregó el poder a Victoriano Huerta. En este periodo incluso tomaron posesión aquí los presidentes emanados de la Convención de Aguascalientes; al final de la lucha armada también asumirían el puesto en este lugar Venustiano Carranza, Adolfo de la Huerta y Álvaro Obregón.
Con el advenimiento de los gobiernos posrevolucionarios, la necesidad de realizar eventos masivos donde se manifestara la relación entre el poder y el apoyo popular, por primera vez se decidió trasladar la ceremonia fuera del recinto legislativo. Ante ello el congreso convirtió en sede provisional al Estadio Nacional, y con esto no hubo impedimento legal para realizar una masiva toma de protesta frente a 30 000 personas con la llegada al poder de Plutarco Elías Calles en 1924. El inmueble escenificó las asunciones de los mandatarios del Maximato (con excepción de Abelardo L. Rodríguez, quien rindió protesta en Donceles) y de Lázaro Cárdenas del Río . 
Manuel Ávila Camacho determinó alejarse de dicha postura de respaldo popular y realizó su ceremonia en Donceles nuevamente. Tal como se mencionó con anterioridad, las sedes sucesivas serían el Palacio de Bellas Artes (1946-1964), el Auditorio Nacional (1970 y 1976) y finalmente el Palacio Legislativo de San Lázaro desde 1982.

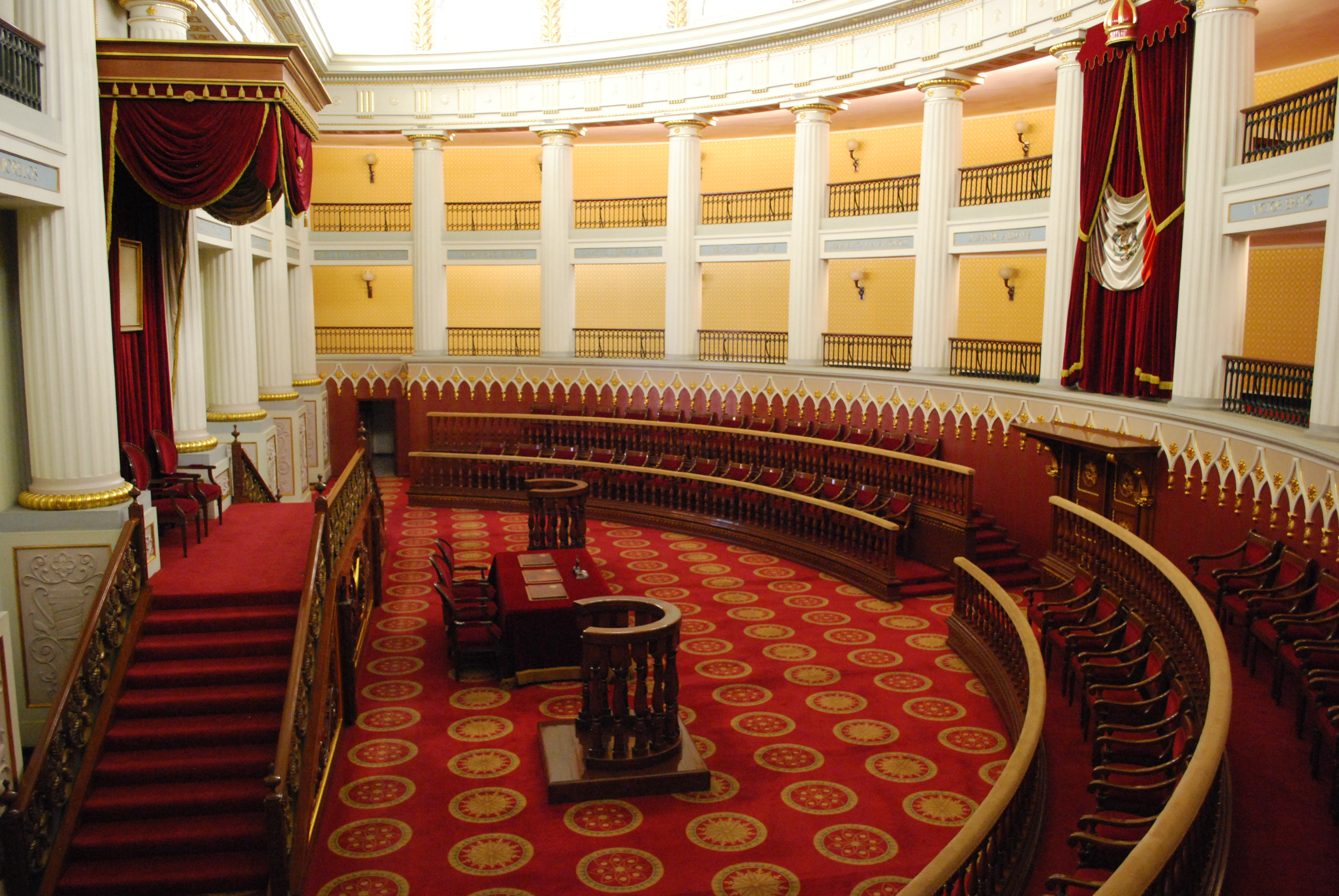
Recinto parlamentario en Palacio Nacional
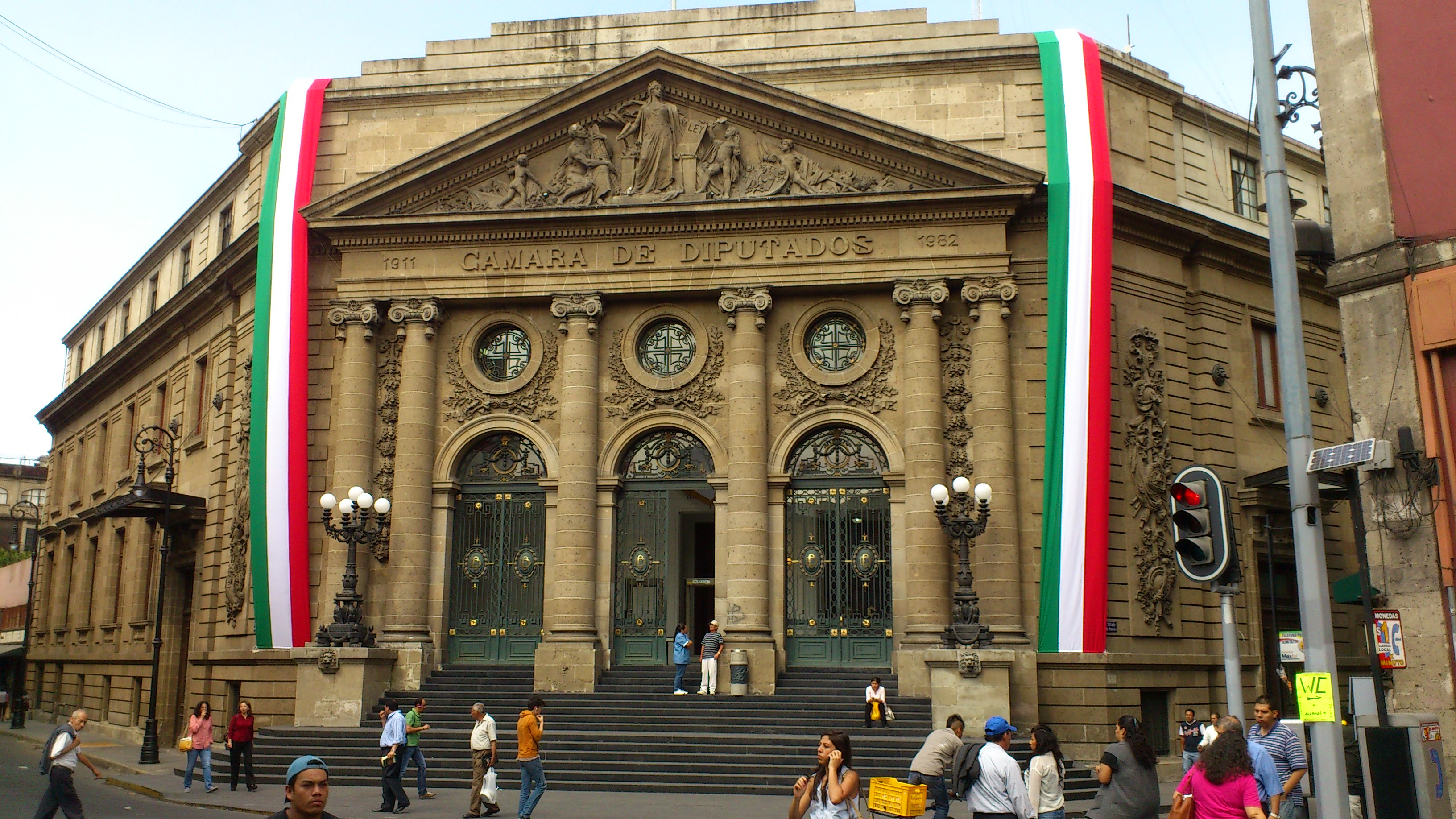
Palacio de Donceles.
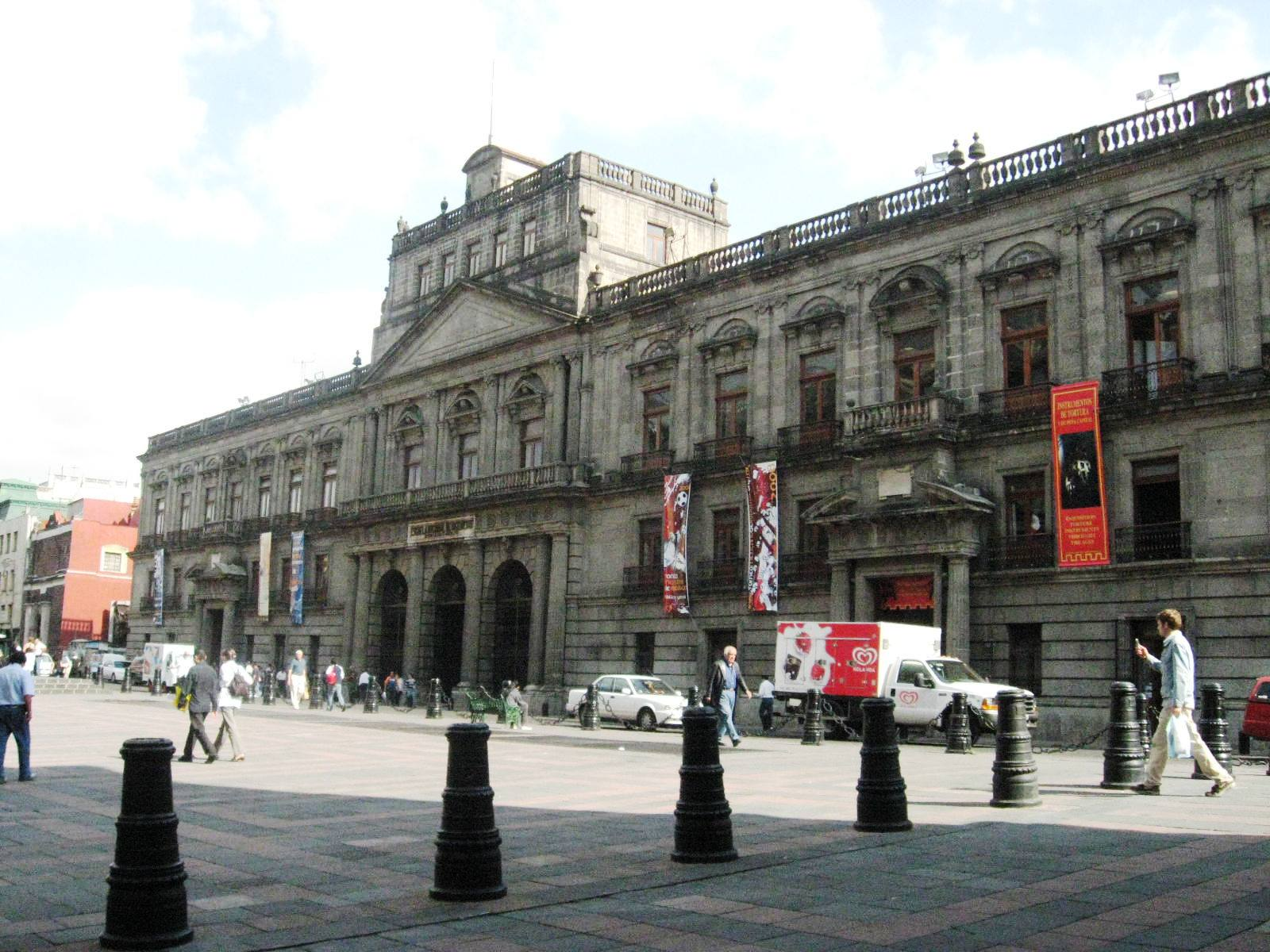
Palacio de Minería.
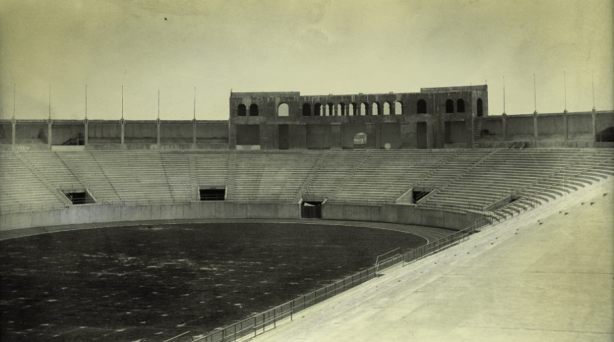
Estadio Nacional.
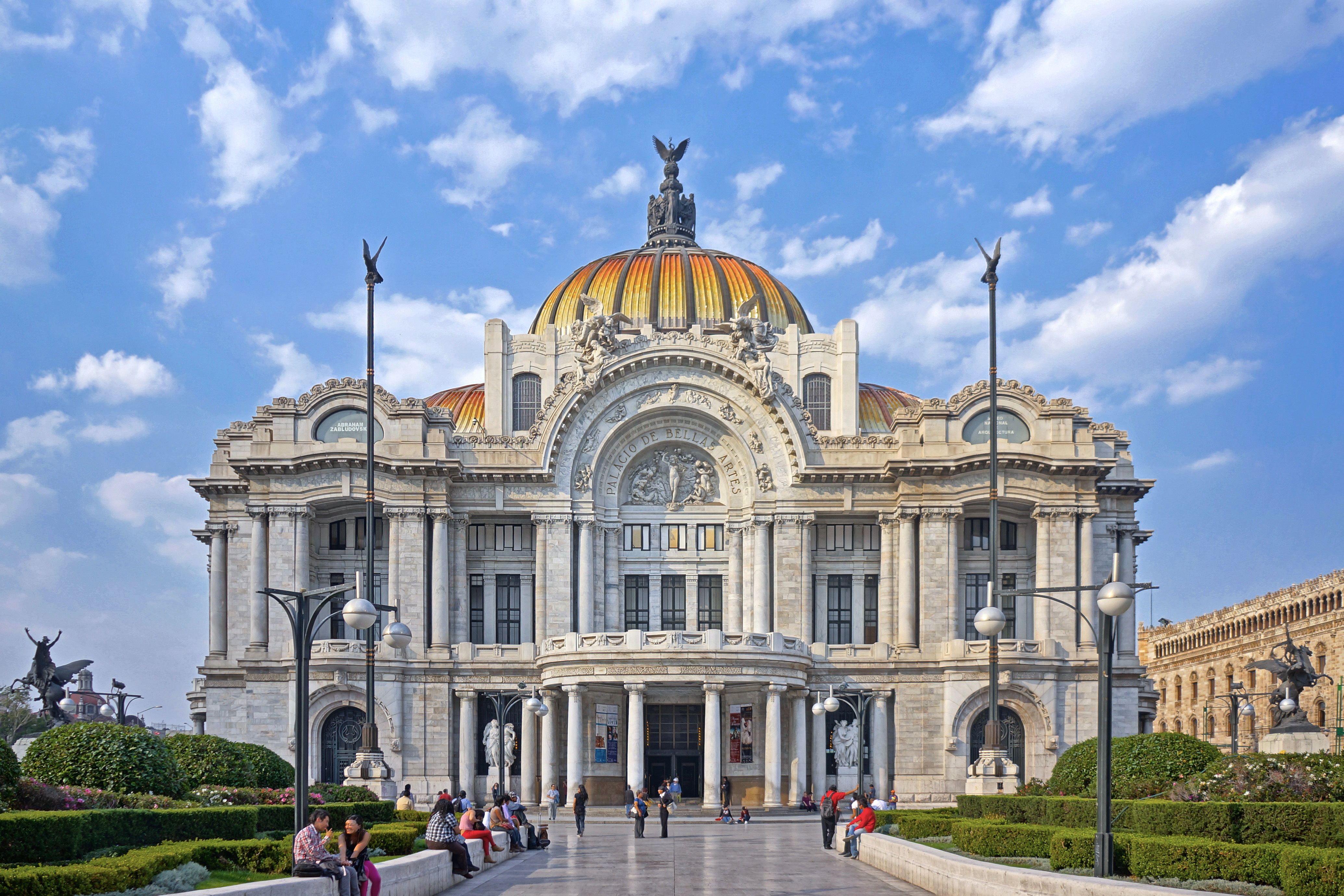
Palacio de Bellas Artes.
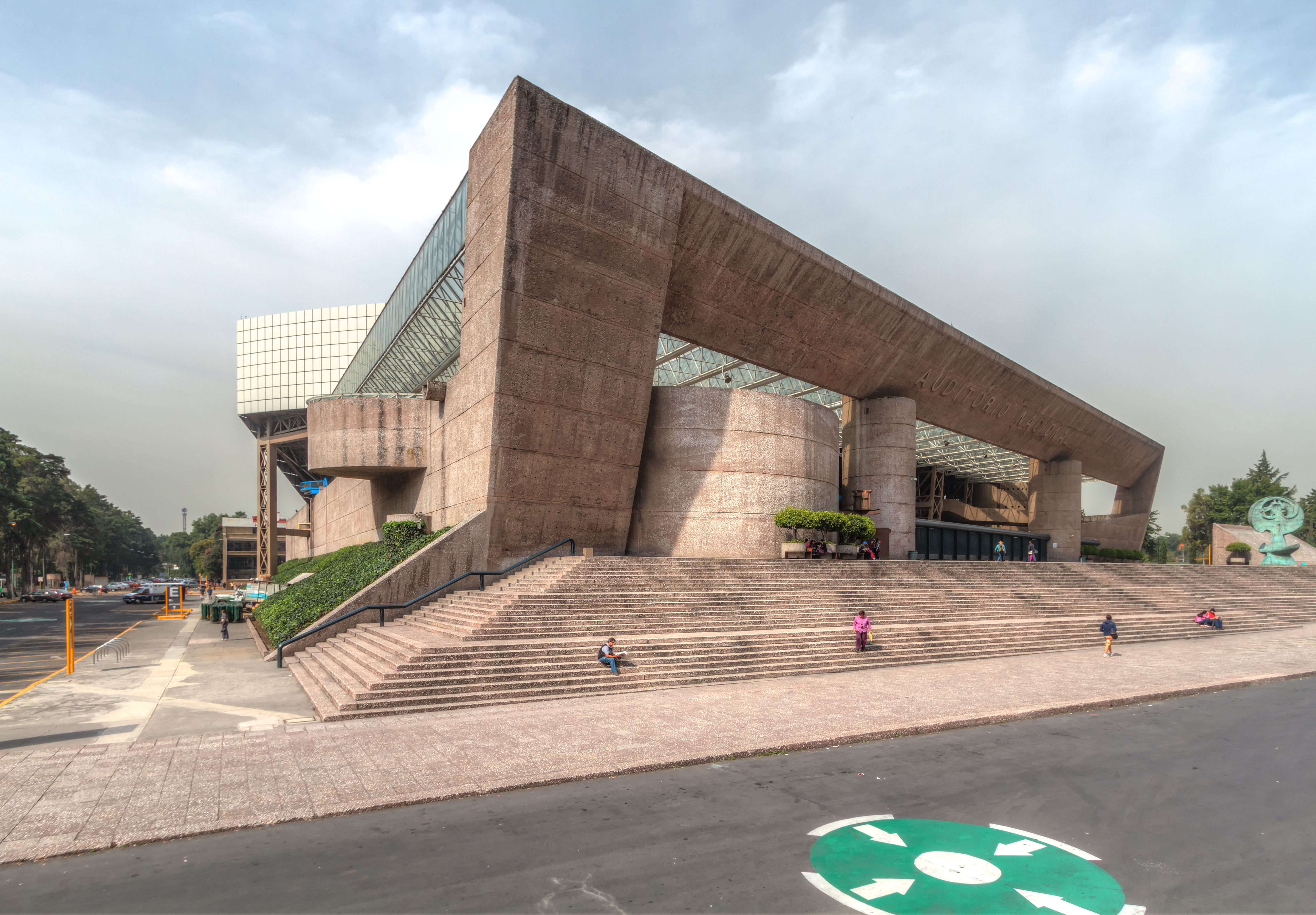
Auditorio Nacional.
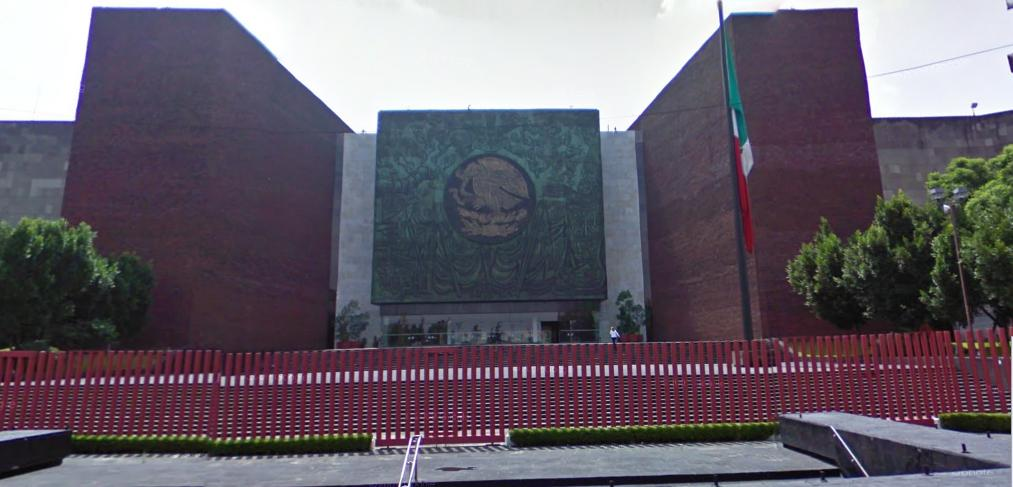
Palacio Legislativo de San Lázaro.

## Sucesión

### Antecedentes

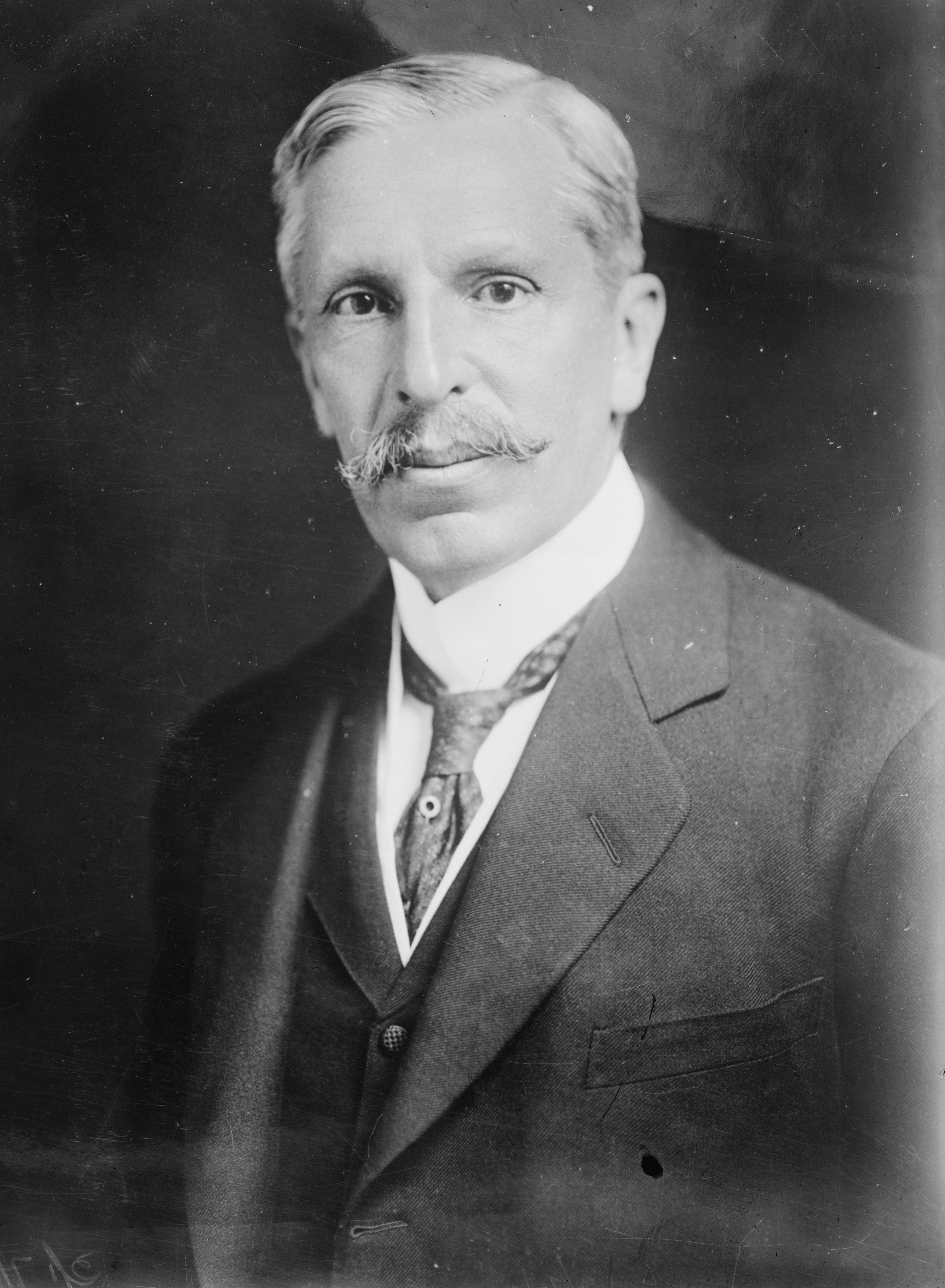
Pedro Lascuráin presidente interino durante 45 minutos el 19 de febrero de 1913; ocupó el cargo en virtud del método de sucesión inmediata que establecía entonces la constitución de 1857.

El ejercicio de la presidencia ha recaído sobre sesenta y seis individuos en ciento siete períodos de gobierno (incluso en algunos años se suscitaron hasta cinco cambios de poder), de los cuales solo veintiuno han completado sus mandatos constitucionales, este hecho señala el constante uso de las normativas legales para la sucesión anticipada del presidente.
La Constitución de 1824 creó, para ello, el cargo de vicepresidente de México, tomando como ejemplo el de Estados Unidos. El presidente de la Suprema Corte era el segundo en la línea de sucesión en casos excepcionales donde faltaran presidente y vicepresidente.
Las Siete Leyes (1836) y las Bases orgánicas de organización política de la República Mexicana (1843), ambas que propugnaban por un Estado unitario, crearon la figura (en la práctica el cuarto poder de la Unión) del Consejo de Gobierno, cuyo presidente era el inmediato sucesor en caso de ausencia, muerte o renuncia del presidente de la república.
La Constitución de 1857 depositó dicha alternativa en el presidente de la Suprema Corte de Justicia de la Nación (cargo que en aquellos tiempos también era de elección popular indirecta). No obstante, durante el Porfiriato se promulgaron reformas que crearon nuevamente el cargo de vicepresidente, y establecieron una línea de sucesión en la que los dos siguientes a este, eran el secretario de relaciones exteriores y el de gobernación.
La actual carta magna suprimió la vicepresidencia, para también evitar eventuales conflictos sucesorios, pero durante muchos años mantuvo una ambigüedad en la sucesión repentina, pues el texto original nunca especificaba quien y de que manera asumiría la presidencia en caso de muerte o renuncia. Dicha situación tuvo que ser contemplada dos veces luego de su promulgación.
Tras la muerte de Venustiano Carranza y la renuncia de Pascual Ortiz Rubio, en términos prácticos no hubo mayor complicación pues los grupos políticos mayoritarios que dominaban el Congreso (aplicando el artículo 84) designaron de manera rápida a los sucesores, no sin antes dejar vacante o acéfala la presidencia de la República. Sin embargo en el aspecto teórico, la norma nunca contemplaba momentos de emergencia en los cuales no pudiera o debiera haber vacío de poder.
No fue sino hasta la reforma constitucional en 2012 que se estableció la sucesión provisional en la persona titular de la secretaría de Gobernación para las faltas absolutas del presidente, hasta que el congreso nombre a un sucesor interino o sustituto; sin embargo en caso de que la falta absoluta se produzca el día de la toma de posesión, la sucesión inmediata recaerá en el presidente del Senado. Con la creación de la revocación de mandato en 2019, le correspondería la presidencia provisional al presidente de la Cámara de Diputados, en caso de hacerse esta efectiva.

### Actualidad

#### Falta temporal
El presidente de la República pueda solicitar licencia al Congreso de la Unión para separarse temporalmente del cargo hasta por sesenta días. Durante ese periodo la persona titular de la secretaría de Gobernación asumiría como presidente provisional hasta el regreso del presidente. Si se superan los sesenta días se consideraría una falta absoluta y procedería como tal.

#### Falta absoluta
En el caso de que ocurriese la falta absoluta del presidente electo, o la elección no se hubiera realizado, e incluso si esta se anuló, el presidente saliente terminaría su periodo como corresponde y el día de la toma de protesta (el 1 de octubre del año de la elección) el presidente de la Cámara de Senadores asumiría como presidente provisional hasta la elección de un presidente interino.
Si la falta absoluta del presidente de la República ocurriese una vez asumido el cargo (con excepción de que haya sido por revocación de mandato), la persona titular de la secretaría de Gobernación asumiría como presidente provisional hasta la elección de un presidente interino o sustituto en un plazo máximo de sesenta días; si la falta ocurre por referéndum revocatorio, el presidente de la Cámara de Diputados asumiría como presidente provisional hasta la elección de un presidente sustituto en un plazo máximo de treinta días.
El procedimiento para nombrar a un presidente interino o sustituto es el siguiente: el Congreso de la Unión con un cuórum de dos terceras partes de los miembros de ambas cámaras se erigiría en un colegio electoral que, por escrutinio secreto y por mayoría absoluta de votos, elegiría al presidente interino o sustituto (según sea el caso), el cual estará exento de cumplir los requisitos para llegar al cargo expresados en las fracciones II (edad mínima), III (residencia previa de un año) y VI (no ser miembro del gabinete, fiscal de la república o gobernante de una entidad) del artículo 82 de la constitución. Si al ocurrir la falta, el Congreso no estuviese en sesiones, la Comisión Permanente lo convocaría a una sesión extraordinaria para continuar con el procedimiento anterior.
Un presidente interino o sustituto no podrá nombrar y remover a los secretarios de Estado sin aprobación del Senado de la República; y deberá entregar al Congreso su informe de labores en un plazo máximo de diez días una vez concluido su cargo.
Cuando la falta permanente del presidente ocurra en:
- Los primeros dos años de su mandato (o antes de asumir incluso), el Congreso nombraría a un presidente interino, y diez días después convocaría a elecciones extraordinarias que deberán realizarse en un plazo no menor a siete meses, ni mayor a nueve. Una vez electo, el nuevo presidente asumiría siete días después de los comicios para completar el periodo respectivo.
- Los últimos cuatro años de su mandato, el Congreso nombraría a un presidente sustituto, que deberá concluir el periodo respectivo.

### Cese
El título cuarto de la Constitución, que comprende los artículos del 108 al 114, contemplan la remoción del presidente de la república de su cargo, en caso de ser procesado por juicio político o penal derivado del mismo. El presidente podrá ser acusado de delitos graves del fuero común, de traición a la patria, de fraude electoral o de corrupción en el manejo de los recursos federales. El Senado de la República es el único facultado para realizar el juicio político al presidente (aunque la cámara de diputados y la Suprema Corte pueden solicitarlo, mas no hacerlo), la procedencia y el veredicto (que incluye la posibilidad de una eventual destitución) deberán ser aprobados por la mayoría cualificada (dos tercios del total de miembros). En caso de concretarse la remoción, la sucesión procede de la misma manera como lo establece la constitución para las renuncias, muertes o licencias para ausentarse del cargo. 
Este mecanismo de destitución ha estado presente en todas las normas fundamentales del estado mexicano, variando únicamente quien lo ejecutaba (la cámara de diputados tuvo la facultad en el periodo que el senado no existió entre 1857 y 1874) y algunas faltas que entraron o salieron (eran motivo de juicio intervenir en el congreso o cambiar la forma de gobierno instaurada en la constitución; los delitos electorales estuvieron presentes en las constituciones de 1824 y 1857, y reaparecieron en la actual con la reforma de 2019).

### Revocación de mandato
Instaurada por la reforma constitucional de 2019, es un mecanismo de democracia participativa mediante el cual los ciudadanos pueden decidir la continuidad del presidente de la república, esto a través de un referéndum organizado por el Instituto Nacional Electoral. El procedimiento es el siguiente:
- Se podrá solicitar solamente una vez durante el periodo presidencial, y será únicamente en los tres meses posteriores al final del tercer año de mandato.
- La solicitud, que solo se hará a través del INE, será mediante la petición formal de los ciudadanos por medio de la recolección de firmas.
- Esta petición solo será válida si está respaldada por el total equivalente al tres por ciento del padrón electoral, y sea correspondiente a, al menos, diecisiete entidades federativas.
- La consulta se llevará a cabo 90 días después de su convocatoria (cuando se finalice y oficialice la recolección de firmas), y no podrá coincidir con ninguna votación local o federal.
- La organización, promoción, conteo y validación de la consulta funcionará igual que cualquier proceso electoral, es decir, a través de las autoridades electorales.
- Para que el referéndum sea vinculante (válido) deberá participar, por lo menos, el 40% del total de inscritos al padrón electoral.
- La revocación de mandato solo procederá, si la "no continuidad del mandato" alcanza la mayoría absoluta de los votos, es decir la mitad más uno. Si esto sucede, la sucesión presidencial procede como se mencionó párrafos arriba.

## Símbolos
En la legislación mexicana los únicos atributos distintivos del cargo de Presidente de la República son la banda presidencial y las representaciones aprobadas de la bandera nacional modificadas para el uso de la autoridad civil. En este caso la bandera, que puede ser usada en la oficina o sitios destinados al primer mandatario, tendrá el escudo nacional bordado en hilo de oro, y encima a manera de arco, el nombre oficial del país (Estados Unidos Mexicanos), si bien no es de uso exclusivo, está asociada plenamente a su función, lo mismo que el sello oficial del gobierno federal. De la misma forma las banderas castrenses contemplan el uso de una exclusiva para el jefe del ejecutivo en su calidad de Comandante Supremo las Fuerzas Armadas, una para los vehículos y aeronaves militares que tendrá cinco estrellas blancas en posición vertical sobre el color verde, y una bandera insignia en los buques de la armada, consistente en un pabellón blanco que integra una bandera en la esquina superior izquierda cubriendo la cuarta parte de la enseña, debajo de esta cinco estrellas doradas horizontales, y en el centro de la mitad derecha, el escudo de la Armada de México.
El reglamento del ceremonial militar señala también la entonación del himno nacional, acompañado de la "marcha de honor", como "honores al Presidente Constitucional de los Estados Unidos Mexicanos y Comandante Supremo de las Fuerzas Armadas". Este documento, al igual que la ley de los símbolos patrios, señala al presidente como la única persona a la que la bandera podrá saludar de manera individual.
Con la transformación de la figura presidencial en el eje de la vida política del país a partir del Porfiriato, un conjunto de emblemas y símbolos se fueron conjuntando como actores de los rituales o de los usos y costumbres que daban significado e imagen al ejercicio del poder e investidura presidencial. En la época de apogeo del régimen priísta estos símbolos pasaron a formar parte del imaginario social, la historiografía y la narrativa en los medios que vinculaba el cargo de presidente con los emblemas. Tradicionalmente estos han sido, aparte de la banda presidencial (el único oficial), la silla presidencial, el Palacio Nacional y la Residencia oficial de Los Pinos.

Bandera presidencial
Bandera de honor para el presidente en las Fuerzas Armadas.
Bandera insignia para el presidente de México, para uso en buques de la Armada.
Variante del escudo, en blanco y negro, con el nombre oficial del país, usado como sello por las autoridades.
Versión a color del sello gubernamental.

### Silla presidencial

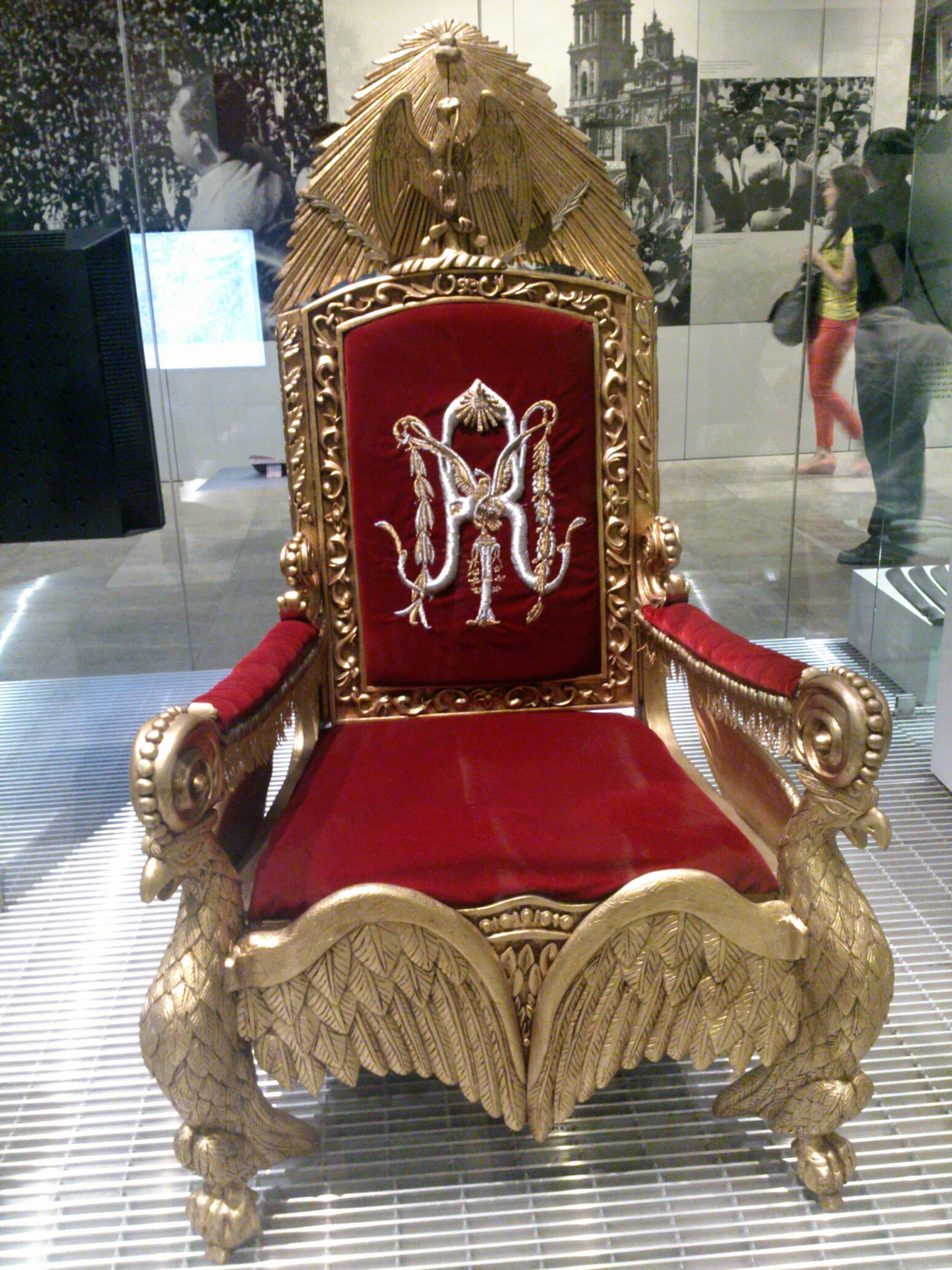
Reproducción de la primera silla presidencial, en el Museo de la Revolución Mexicana.

La llamada «Silla Presidencial» es en México uno de los objetos, atributos y emblemas que, junto con la banda presidencial, se considera un distintivo del cargo de presidente de la República. Como objeto material e histórico, ha tenido al menos dos representaciones que, aunque nunca han sido oficializadas por decreto, reglamento o protocolo, tradicionalmente se les señala como las dos Sillas Presidenciales.
La primera fabricada en 1867 para el presidente Benito Juárez y que actualmente se exhibe en el Museo de Palacio Nacional, pero que por diferentes obras artísticas y fotografías se relaciona más con el presidente Porfirio Díaz y la dictadura que encabezó; la segunda que fue hecha por encargo del mismo Porfirio Díaz entre 1904 y 1906, se vincula más con los gobiernos posteriores a la Revolución Mexicana, que a Díaz, por ejemplo, casi todos los presidentes desde 1917 se han tomado la fotografía oficial sentados en ella junto a una bandera y usando la banda presidencial. Esta silla se encuentra actualmente en el Palacio Nacional como parte del mobiliario para uso exclusivo del Presidente de México; en público, por su simbolismo popular, es usada en actividades protocolarias. Dentro del mismo recinto ejecutivo en cada salón de las áreas protocolarias existe una silla o sillón por cada uno, que por su ornamentación (un escudo nacional como cabecera), son en los hechos también «sillas presidenciales». También, existe un uso retórico y simbólico del término silla presidencial a lo largo de la historia, principalmente, para referirse al cargo, o al poder político conferido al puesto.

### Banda presidencial

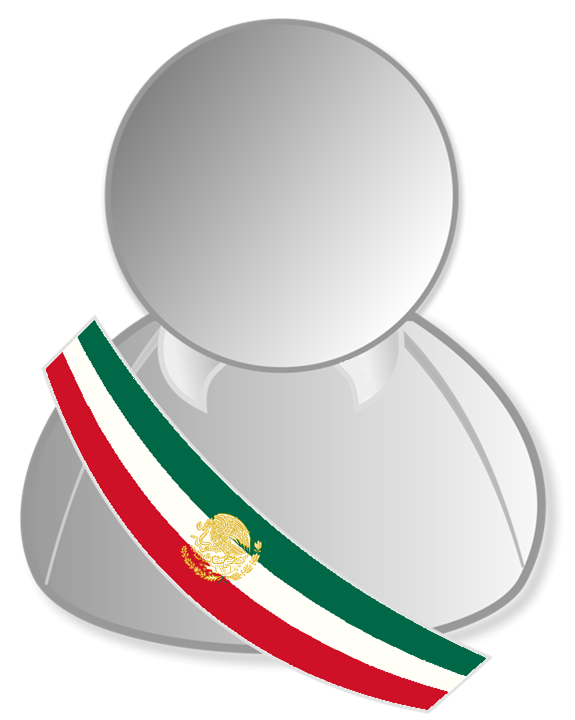
La banda presidencial es el único símbolo (y variante de la bandera) para uso exclusivo del presidente.

La «Banda Presidencial» es uno de los símbolos de la presidencia de México (el único oficializado por la ley), consistente en una banda de tela formada por tres franjas correspondientes a los colores de la bandera mexicana, con el escudo nacional bordado con hilo de oro en el centro por encima de dichas franjas. Es usado de manera exclusiva por el titular del poder ejecutivo de México, quien la porta sobre el pecho de manera transversal desde el hombro derecho al costado izquierdo, uniendo los extremos a la altura de la cintura. Conforme la legislación mexicana es una forma de presentación de la bandera de México.
El diseño, y simbolismo de la Banda presidencial, está regulado por la Ley sobre el Escudo, Bandera e Himno Nacionales, que en su artículo 34 establece:

Artículo 34: La Banda Presidencial constituye una forma de presentación de la Bandera Nacional y es emblema del Poder Ejecutivo Federal, por lo que solo podrá ser portada por el Presidente de la República, y tendrá los colores de la Bandera Nacional en franjas de igual anchura colocadas longitudinalmente, correspondiendo el color de verde a la franja superior. Llevará el Escudo Nacional sobre los tres colores, bordado en hilo dorado, a la altura del pecho del portador, y los extremos de la Banda rematarán con un fleco dorado

Además, la misma ley establece que debe de ser portada en las ceremonias de transmisión del poder ejecutivo federal, al rendir su informe de gobierno ante el Congreso de la Unión, en la conmemoración del Grito de Dolores cada día 15 de septiembre y al recibir las cartas credenciales de los embajadores acreditados ante el gobierno mexicano. También señala que se usará en las «ceremonias oficiales de mayor solemnidad», permitiendo cierta libertad al presidente para su uso.
La banda siempre debe portarse bajo el saco, a excepción del día de transmisión del poder ejecutivo, cuando tanto el presidente saliente como el entrante la portan sobre el saco, permitiendo que sea vista en toda su extensión, uno antes de entregarla y el otro después de recibirla. En esta ceremonia, después de que el presidente electo rinde su protesta de ley, el presidente saliente se quita la banda, la entrega al presidente del Congreso de la Unión y este a su vez la entrega al nuevo titular, quien se la coloca por sí mismo.
Cada presidente porta una banda propia, que es confeccionada siguiendo las medidas de su complexión física. En la ceremonia de traspaso del poder ejecutivo, el presidente saliente porta la banda confeccionada para el presidente entrante.

### Atribuciones honorarias y simbólicas

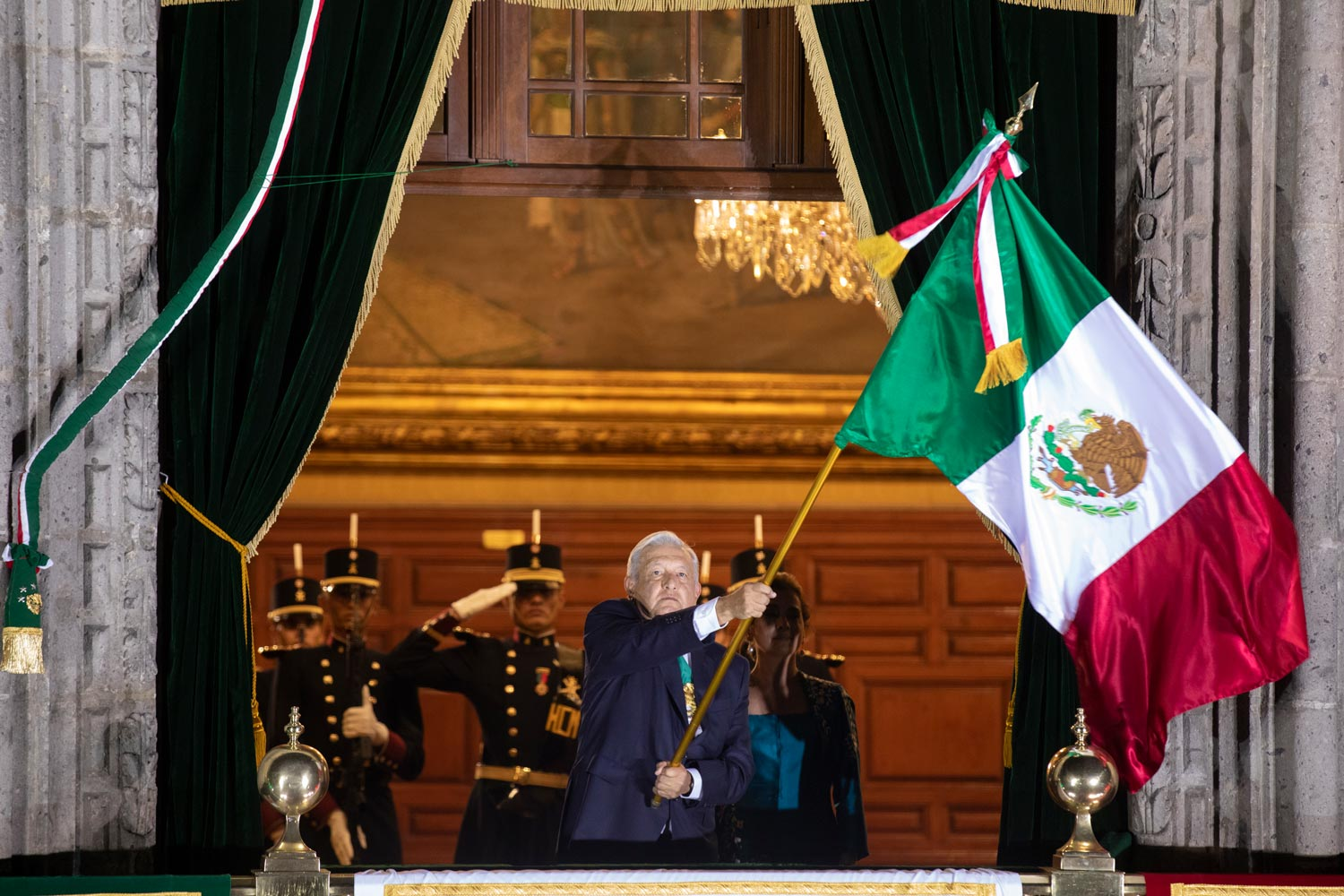
Andrés Manuel López Obrador dando el grito en el balcón principal de Palacio Nacional, en la Ciudad de México la noche del 15 de septiembre de 2021.

El Presidente de la República es acreedor a una serie de potestades o prerrogativas de carácter ceremonial, normadas por reglamentos o protocolos donde la figura del titular del ejecutivo realza o da valor significativo al evento. 
La más destacada de estas es la de encabezar las festividades con motivo del aniversario de la independencia de México. Primero, la ceremonia del «Grito de Dolores» la noche de cada 15 de septiembre, cuando, desde el balcón central de Palacio Nacional, portando la banda presidencial y sosteniendo una bandera, lanza arengas y vítores a los personajes históricos más destacados de la lucha insurgente (o en algunos casos a eventos o simbolismos políticos determinados personalmente por el mandatario), cerrando con el repique de la Campana de Dolores (situada sobre el nicho de la fachada principal de palacio). Y después, al día siguiente (16 de septiembre), presidir desde el mismo sitio el desfile cívico-militar que recorre la Ciudad de México desde el Zócalo capitalino hasta el Campo Marte.
Los antecedentes históricos y continuidad de estas festividades, y su relación con el primer mandatario, sitúan a Guadalupe Victoria en 1825 como el primero que encabezó un desfile militar desde Palacio Nacional (aunque durante el siglo XIX y parte del siglo XX fueron esporádicos, desde 1935 han sido permanentes); y Antonio López de Santa Anna en 1845 el primero que reprodujo el Grito de Dolores en el balcón central. En este sobresalen también distintos sucesos; el emperador Maximiliano, en 1864, fue el primer gobernante que acudió personalmente a dar el grito a Dolores Hidalgo, Guanajuato; Porfirio Díaz en 1896, fue el primero en usar la campana original, cuando esta fue llevada de la Parroquia de Dolores a Palacio Nacional. Entre 1963 y 1999 se estableció la costumbre, no escrita, de que el presidente en turno acudiera al quinto año de su gobierno a Dolores Hidalgo para la ceremonia. Vicente Fox acudió hasta el sexto año de su mandato, pero debido a que no se realizó la ceremonia en la Ciudad de México por el plantón presente en el zócalo (en el marco de las protestas poselectorales); Felipe Calderón acudió en su cuarto año, pero en la madrugada del día 16, debido a la conmemoración del bicentenario de la independencia. Desde entonces ningún presidente ha acudido.
De la misma forma encabeza todos las ceremonias cívicas-militares de importancia, y aunque han variado, las más constantes han sido: la promulgación de la actual constitución (5 de febrero), la Marcha de la Lealtad (9 de febrero), el Natalicio de Benito Juárez (21 de marzo), la Batalla de Puebla (5 de mayo), la Defensa del Castillo de Chapultepec (13 de septiembre) y la Revolución Mexicana (20 de noviembre). En el caso de esta última, encabezando desde el balcón de Palacio Nacional un desfile cívico-militar-deportivo entre 1941 y 2005, restablecido entre 2007 y 2012, y nuevamente desde 2019. También, entre 1925 y 1995 presidía el desfile de las organizaciones obreras desde el mismo palco presidencial con motivo del Día Internacional de los Trabajadores (1 de mayo).
El presidente de la república es el responsable de hacer entrega, en ceremonias solemnes, de los distintos premios, condecoraciones y reconocimientos públicos que el estado mexicano hace en diversas categorías sociales, tal como lo son: los premios nacionales de Ciencias, Artes y Literatura, Deporte, Derechos Humanos, y con anterioridad el de Periodismo (1976-2001); así como la Medalla Belisario Domínguez y la Orden Mexicana del Águila Azteca.
En su calidad de jefe de Estado anfitrión, y tal como lo establecen los protocolos ceremoniales del Comité Olímpico Internacional y la Federación Internacional de Fútbol Asociación, le ha correspondido a los mandatarios en turno dar por inauguradas oficialmente las actividades de los Juegos Olímpicos de 1968, la Copa Mundial de Fútbol de 1970 y la Copa Mundial de Fútbol de 1986. Lo mismo ocurrió para las inauguraciones de los Juegos Panamericanos de 1955, 1975 y 2011; así como en los Juegos Centroamericanos y del Caribe de 1926, 1954 y 1990 (la única ausencia de un presidente mexicano anfitrión fue en los juegos de Veracruz 2014). En el caso de la Copa del Mundo, el protocolo de la ceremonia de premiación en la final, establece la entrega del trofeo al capitán campeón, de manos del jefe de Estado anfitrión, tal como ocurrió en los dos eventos organizados.
El presidente es invitado de honor a distintas ceremonias oficiales, especialmente aquellas en su calidad de Comandante Supremo, como los aniversarios de cada rama de las fuerzas armadas (Ejército, 19 de febrero; Marina armada, 23 de noviembre; y Fuerza aérea, 10 de febrero) o las aperturas y cierres de cursos de sus tres principales planteles (Colegio Militar, Escuela Naval y Colegio del Aire); también suele ser invitado a la toma de posesión e informes de labores del Presidente de la Suprema Corte, las tomas de protesta de los gobernadores, las inauguraciones del Congreso del Trabajo y diversas asambleas sindicales, entre otras. 
Encabeza las ceremonias de abanderamiento de las delegaciones deportivas mexicanas, especialmente aquellas que asisten a los Juegos Olímpicos y la Copa Mundial de Fútbol. En el mismo tenor del uso de los símbolos patrios por parte del presidente, es el único facultado por la ley para decretar el izamiento de la bandera a nivel nacional, en fechas extraordinarias cuando así lo amerite, por ejemplo a media asta en caso de eventos trágicos ocasionados por desastres naturales o humanos.

## Residencia presidencial

### Palacio Nacional

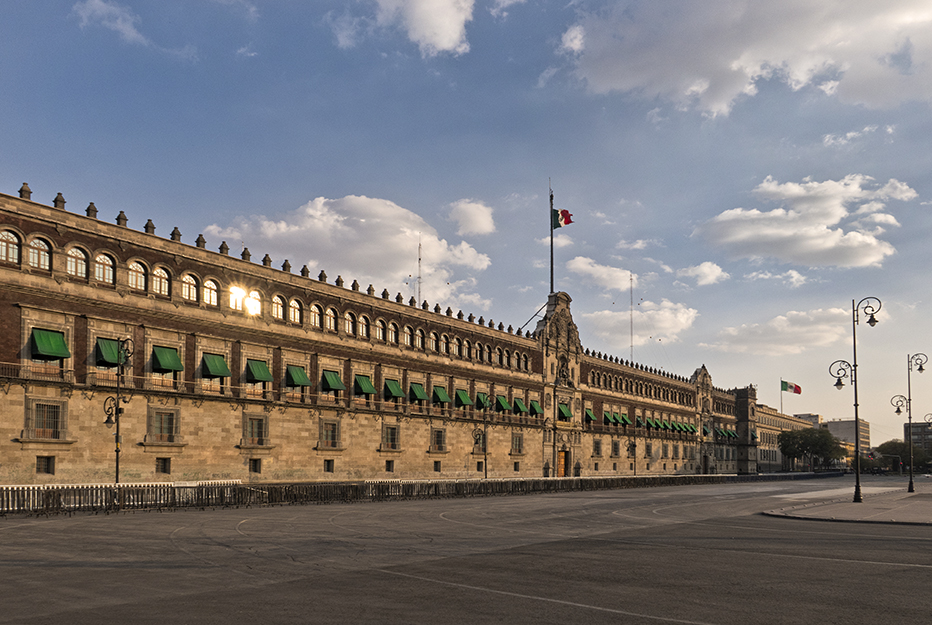
Palacio Nacional, sede del Poder Ejecutivo; primera y actual Residencia Oficial. (1824-1884; 2019-presente)

Desde la consumación de la independencia, el Palacio Nacional fue sede de los poderes ejecutivo, legislativo y judicial de los diferentes regímenes republicanos y monárquicos del país durante la mayor parte del siglo XIX. Fue residencia personal de todos los gobernantes entre 1822 y 1884; a partir de ahí, permaneció como oficina presidencial hasta 1968, recuperando parcialmente dicha función en 2012, y de manera completa en 2018. El 22 de julio de 2019, y luego de 135 años de no serlo, recuperó su condición de «Residencia Presidencial», al concretarse la mudanza del mandatario y su familia a un departamento ubicado en el tercer piso del complejo, específicamente en el ala sur junto a las oficinas que ocupaba el Estado Mayor Presidencial (mismas que serían empleadas ahora como área de trabajo de la presidencia).
Sin embargo ha sido permanentemente escenario de actos oficiales, protocolarios y cívicos de la Presidencia de la República; es usado para eventos especiales y ceremonias protocolarias como informes de gobierno, reuniones con autoridades de todos los niveles, miembros de la sociedad civil, empresarios y líderes políticos, recepción de jefes de Estado y de gobierno extranjeros, entrega de cartas credenciales del cuerpo diplomático, para las fiestas patrias del «Grito de Independencia» el 15 de septiembre y del «Desfile militar» del 16 de septiembre, así como del Aniversario de la Revolución (20 de noviembre). Además, en otras épocas, del desfile del día del Trabajo (1 de mayo).
El área residencial de Palacio Nacional se ubicaba originalmente donde estuvieron las habitaciones del virrey, en el segundo piso de la zona que corresponde a la escuadra del ala sur del complejo, alrededor del «Patio de Honor», donde actualmente se ubican las Áreas Protocolarias de Presidencia. La zona de habitaciones y salones de uso exclusivo del gobernante fueron extendidos por Maximiliano de Habsburgo, que aunque residió en el Castillo de Chapultepec, tenía planeada una rehabilitación del inmueble colonial, la ampliación se hacía en la planta alta alrededor de los hoy conocidos «Patios Marianos». Luego de la restauración de la república en 1867, Benito Juárez no habitó los ostentosos aposentos dejados por Maximiliano y acondicionó como vivienda un área remodelada y preparada para la Intendencia de Palacio en el ala norte del complejo, de estilo más austero y que hoy corresponde precisamente al «Recinto Homenaje a Benito Juárez».
El área del departamento en forma de escuadra, que actualmente funge como residencia oficial, está localizada exactamente en la esquina sur del «Jardín botánico», y que en el exterior comunica a la calle Corregidora. Esta zona ubicada en el tercer piso, albergaba parte de las oficinas del Estado Mayor Presidencial. Con una extensión de 300 metros cuadrados cuenta con dos recámaras, un estudio, cocina, sala y comedor, así como un pasillo principal y vestíbulo. El departamento fue construido por indicaciones del entonces presidente Felipe Calderón durante su sexenio, aunque no era conocido públicamente. La edificación no forma parte del complejo histórico que constituye el patrimonio arquitectónico del Palacio, por lo que su diseño y uso no representan impacto al valor artístico del inmueble. Habría sido el antecesor de López Obrador, Enrique Peña Nieto, quien le dio a conocer la existencia de dicha área, por lo que ya como presidente presentó los planos del lugar, sus características y su consecuente mudanza.

### Castillo de Chapultepec

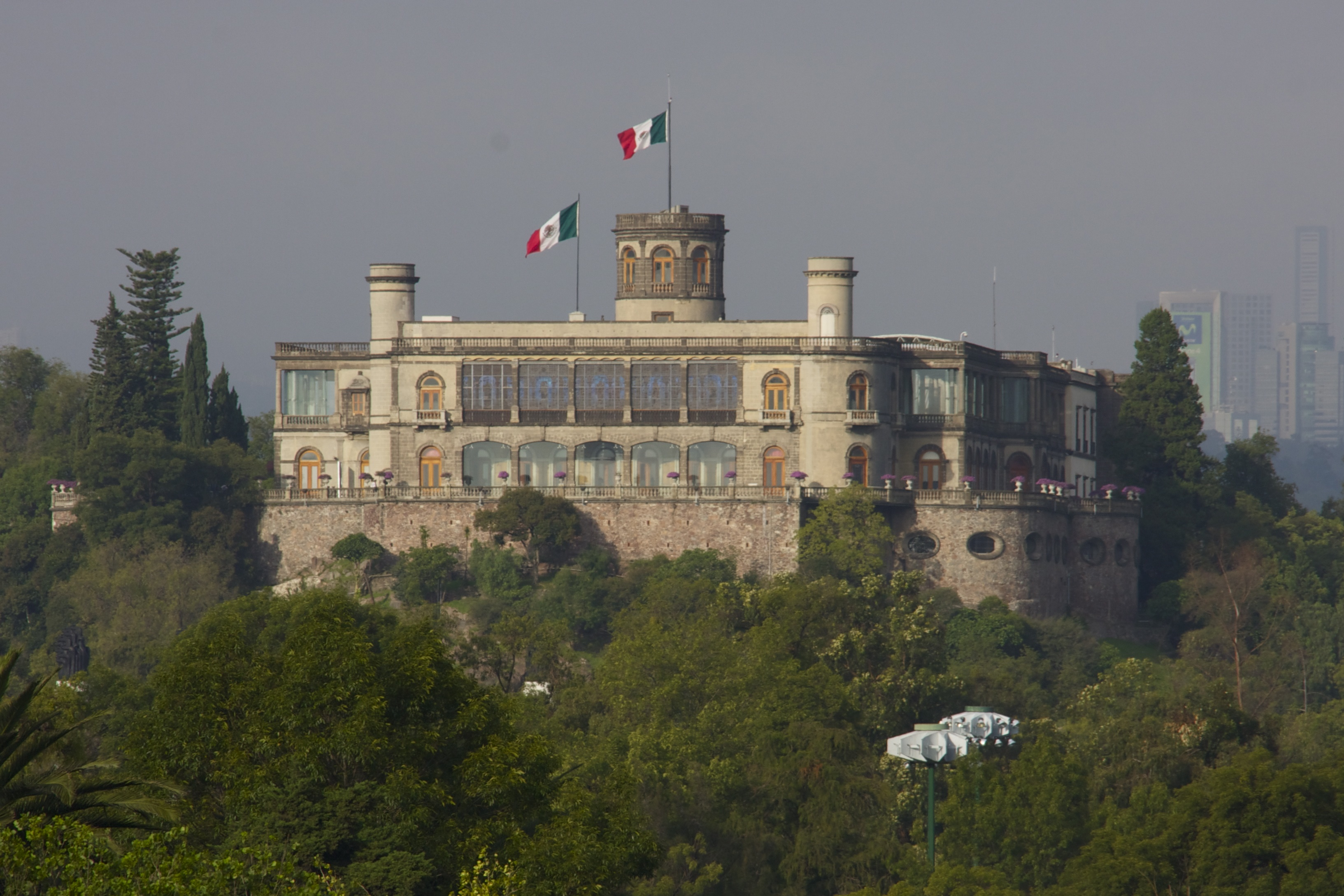
Castillo de Chapultepec, segunda Residencia Presidencial (1884-1934)

En 1884 poco antes de dejar el cargo, el presidente Manuel González Flores rehabilitó el Castillo de Chapultepec, que había sido residencia de los emperadores Maximiliano I y Carlota Amalia (1864-1867), para habitarlo brevemente. Sin embargo, ese mismo año, luego de regresar de manera definitiva a la presidencia de la república, Porfirio Díaz traslado oficialmente la residencia presidencial de Palacio Nacional al Castillo de Chapultepec, al considerar el antiguo recinto como poco apropiado para su proyecto modernizador. No obstante conservó Palacio Nacional como oficina. También es importante mencionar que habitó alternadamente el castillo y su casa particular en la calle de Cadena en el centro histórico de la Ciudad de México. Todos los presidentes (con la obvia excepción de Pedro Lascuráin) vivieron aquí hasta 1934.

### Los Pinos
En 1935, luego de llegar a la presidencia de la República, Lázaro Cárdenas trasladó la residencia oficial del suntuoso Castillo de Chapultepec, al que consideraba demasiado ostentoso para un régimen republicano, a una finca en el antiguo rancho «La Hormiga», ubicado en una sección del Bosque de Chapultepec, lugar que terminó llamando «Los Pinos». La primera edificación dentro de Los Pinos donde residió el presidente fue la hoy llamada Casa Lázaro Cárdenas entre 1935 y 1952; en el chalet tipo inglés, también vivieron sus sucesores Manuel Ávila Camacho y Miguel Alemán Valdés, siendo este último quien tomó la decisión de construir otra casa más grande y funcional, que a la postre serviría de oficinas a distintos mandatarios. De 1952 a 2018 fue en la Casa Miguel Alemán de la Residencia oficial de los Pinos donde se encontraba el despacho de los presidentes, junto con las oficinas de sus colaboradores más cercanos, el Salón Blanco, el cual se utilizó como salón de recepciones y un comedor con capacidad para 30 comensales. Solo hubo tres excepciones, Adolfo López Mateos que alternó con su casa particular en la colonia San Jerónimo de la capital, Vicente Fox y Felipe Calderón que usaron la residencia como oficinas y vivieron en dos cabañas construidas en la misma área de Los Pinos, justo al lado de la residencia principal.
La Residencia Oficial de Los Pinos constituía un extenso complejo habitacional y de oficinas a disposición del presidente de la República, cuyo costo de operación, entre los dos sexenios comprendidos entre 2006 y 2018, había acumulado alrededor de treinta mil millones de pesos (un promedio de dos mil quinientos millones mensuales), distribuido entre ampliaciones, remodelaciones, mantenimiento, gastos de operación, adquisición de insumos, enseres, abastecimiento y medidas de seguridad. 
Los Pinos incluían además de la Casa Miguel Alemán (vivienda habitual de los presidentes), la Casa Lázaro Cárdenas (usada para oficinas del presidente), la Casa Adolfo Ruiz Cortines (usada para eventos públicos de la presidencia), la llamada Casa Anexa (usada para alojamiento de visitantes y eventos sociales privados), un edificio administrativo de la Oficina de la Presidencia y dos cabañas reservadas también para alojamiento. Dentro del área de la residencia principal se encontraba una cancha de futbol rápido, una de tenis, un simulador de vuelo y una alberca.

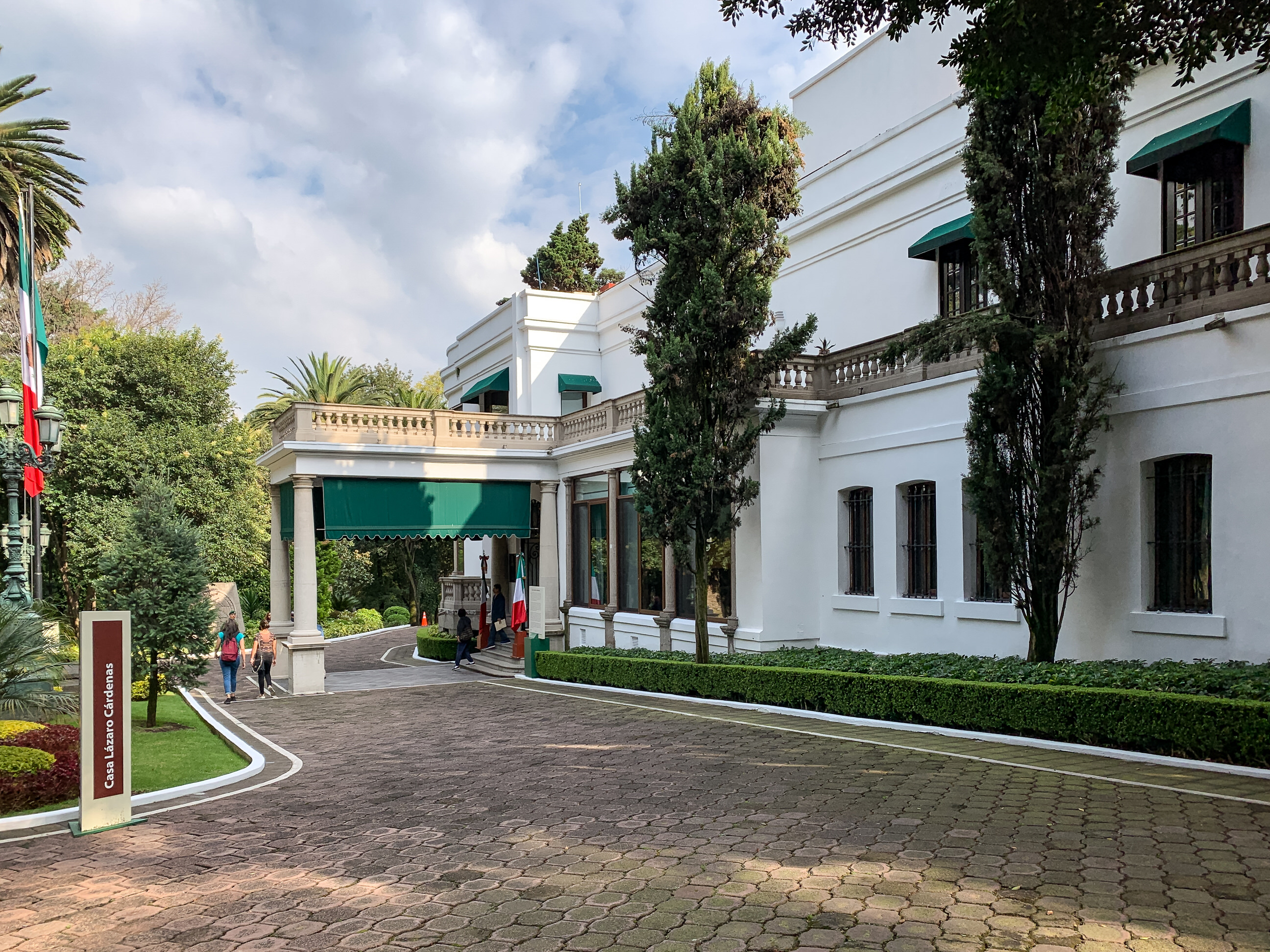
Casa "Lázaro Cárdenas" dentro de Los Pinos, tercera residencia presidencial (1935-1952)
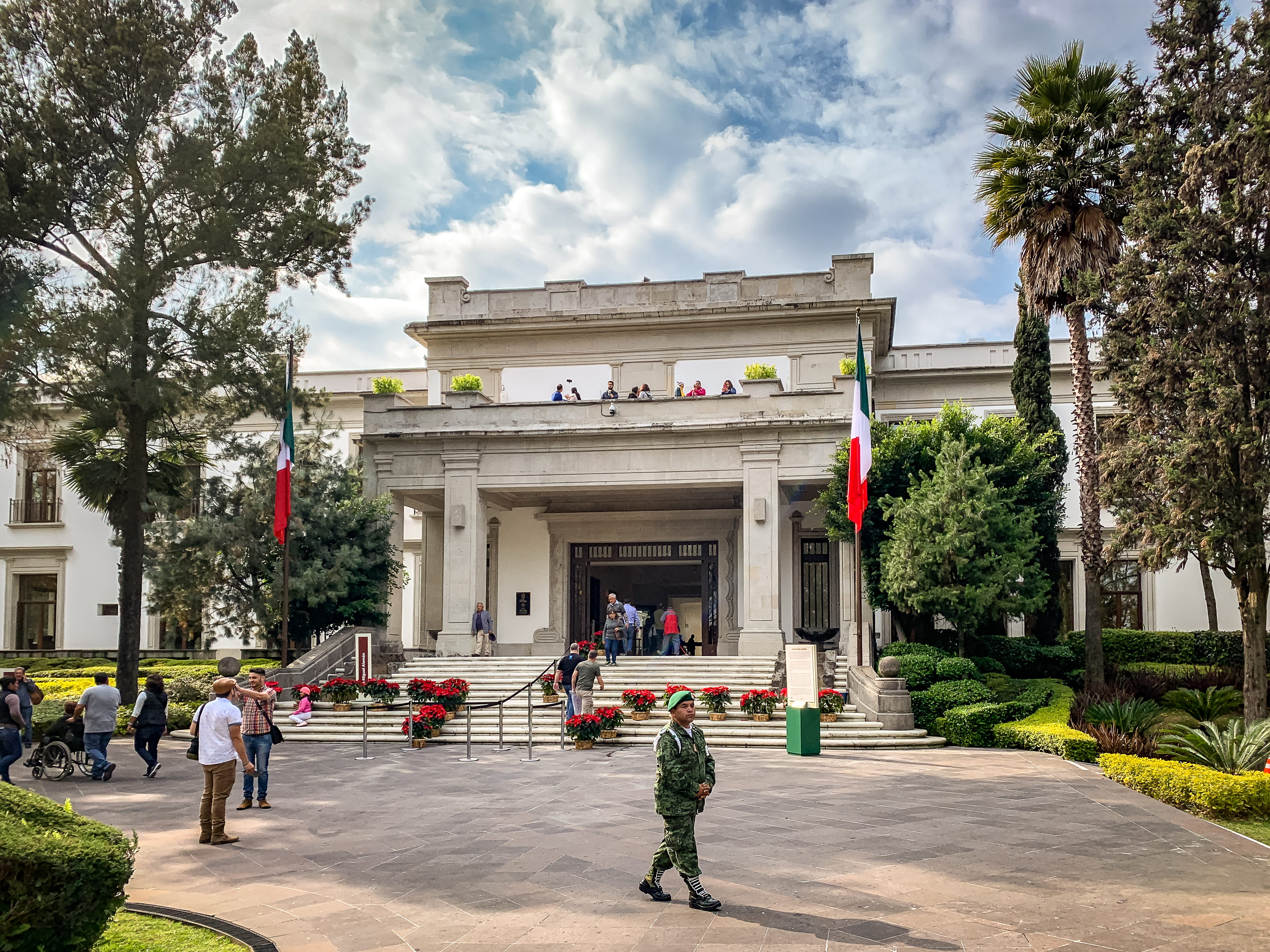
Casa "Miguel Alemán" dentro de Los Pinos, cuarta residencia presidencial (1952-2018)

### Casas de descanso
La presidencia de la república tenía a su disposición seis residencias de descanso. Las tres primeras propiedad de la Secretaría de Marina; la primera llamada «La Quinta Maya», construida en el sexenio de Ernesto Zedillo y ubicada en el malecón de Cozumel, a un lado de la base de la Fuerza Aérea Mexicana; otra dentro del complejo de la VII Región Naval en Acapulco, construida en tiempos de Felipe Calderón y una más en la avenida Costera Miguel Alemán de la misma ciudad. Por su parte, la SEDENA ponía a disposición la Quinta Allende en San Miguel de Allende y un rancho en Huixquilucan. En tanto en Cancún, FONATUR tenía disponible «Casa Chakté», también construida en tiempos de Calderón. Todas entraron en desuso a partir de 2018, en el caso de la ubicada en Cancún fue sujeta a una rifa en 2023.

## Seguridad
El primer Estado Mayor tuvo sus orígenes en 1823, con el emperador Agustín de Iturbide, quien contó con un servicio militar personal para protegerlo y ayudarlo. Guadalupe Victoria se apoyó en una Ayudantía General integrada por dos asistentes, los coroneles de infantería José M. Mendoza y de caballería José M. Jiménez. En 1846, durante la invasión estadounidense, el gobierno interino de Mariano Paredes y Arrillaga firmó un decreto por el cual se crearía un Estado Mayor Facultativo como cuerpo de seguridad personal del mandatario. En 1851, por instrucciones del presidente Mariano Arista, el Estado Mayor quedó integrado por siete elementos. Durante el porfiriato el estado mayor amplió sus facultades, pasando de un cuerpo de seguridad a un grupo de asesoría, logística, inteligencia y protección del presidente. En 1926 el cuerpo fue llamado Ayudantia de la Presidencia de la República; finalmente, en 1942 adquirió su denominación y características definitivas, que persistirian hasta 2018.

### Ayudantía
Luego de la disolución del estado mayor presidencial en 2018, la seguridad del presidente Andrés Manuel López Obrador quedó en manos de la "Dirección General de Ayudantía". Normada por el artículo 30 del Reglamento de la Oficina de la Presidencia de la República, es una unidad administrativa dentro del mencionado despacho que tiene como principales responsabilidades: proporcionar apoyo para la organización y logística de los eventos públicos del presidente; resguardar la integridad del presidente en los recorridos, viajes, eventos multitudinarios y demás actividades públicas en donde se encuentre el mandatario; coordinarse con cuerpos de seguridad especializados para establecer estrategias de prevención, contención y atención de riesgos al presidente de la república. Está compuesta por dieciocho profesionistas con experiencia en logística y protección personal.

### Estado Mayor Presidencial

Emblema del Estado Mayor Presidencial

El estado mayor presidencial fue desde mediados del siglo siglo XIX el ente militar adscrito directamente al presidente para cumplir diversas funciones, principalmente la de su seguridad personal. Sus responsabilidades, en términos generales, incluían:
- Fungir como el órgano personal de inteligencia política y militar para el presidente;
- Planificar sus actividades, públicas y privadas, en coordinación con la oficina de la presidencia, pero teniendo control exclusivo del tema seguridad.
- Otorgar protección a la familia del presidente, al presidente electo, a los expresidentes, a secretarios de Estado y a otras personas que el mandatario indicara.
- Proporcionar la seguridad y el apoyo logístico para gobernantes y representantes extranjeros en visitas oficiales.
- Coordinar la seguridad y la logística integral de las cumbres internacionales en México.
- Administrar y operar una flota aérea y los vehículos terrestres a disposición del presidente.
- Coordinar al equipo médico encargado de la atención, tanto preventiva como de una eventual urgencia, del presidente.
- Resguardar los lugares habitados, visitados, de trabajo o cualquier otro donde asista el presidente.

Hasta su disolución en 2018 estaba integrado por alrededor de ocho mil elementos, que incluían miembros de las tres ramas de las fuerzas armadas, de todos los escalafones; personal de la policía federal y de la policía capitalina, y trabajadores civiles en las áreas de intendencia, mantenimiento, cocina, administración, etcétera.

### Cuerpo de Guardias Presidenciales

Emblema del Cuerpo de Guardia Presidenciales.

El cuerpo de guardias presidenciales, creado el 16 de marzo de 1947, era la unidad operativa del ejército y fuerza aérea (a los que se suma la 24.ª división de la armada, habilitados como guardia naval presidencial) especializado en el resguardo, protección, honores protocolarios y custodia de los centros de trabajo y residencia del presidente de la república. Regidos por la Ley Orgánica del Ejército y Fuerza Aérea, se coordinaban con la Secretaría de la Defensa Nacional y el Estado Mayor Presidencial para el cumplimiento de sus funciones; estaba integrado por seis mil elementos, contaba con unidades terrestres, de caballería motorizada y comandos especiales de reacción; eran identificados visiblemente por una característica boina negra y constituían las guardias de honor en Palacio Nacional. La mayoría de sus elementos fueron integrados al cuerpo de Policía Militar en 2018, misma que apoyada en la experiencia de sus exmiembros siguen formando parte de la custodia de la residencia y despacho presidencial.

## Sueldo
La remuneración económica percibida por el presidente de México está normada por la «Ley Federal de Remuneraciones de los Servidores Públicos», y se determina de acuerdo al «Presupuesto de Egresos de la Federación» de cada año. El artículo 127 de la Constitución establece que ningún funcionario de ninguno de los tres Poderes de la Unión y de ninguno de los tres niveles de gobierno (federal, estatal y municipal) puede ganar más que el presidente de la República. Para el año 2025, el sueldo mensual es de 134 290 pesos mexicanos, y diversas percepciones que incluyen las prestaciones de ley de cualquier trabajador del estado, así como gastos de operación para el respaldo del cargo. La misma carta magna prohíbe cualquier erogación o fondo especial para uso libre o a discreción del mandatario.

## Transporte

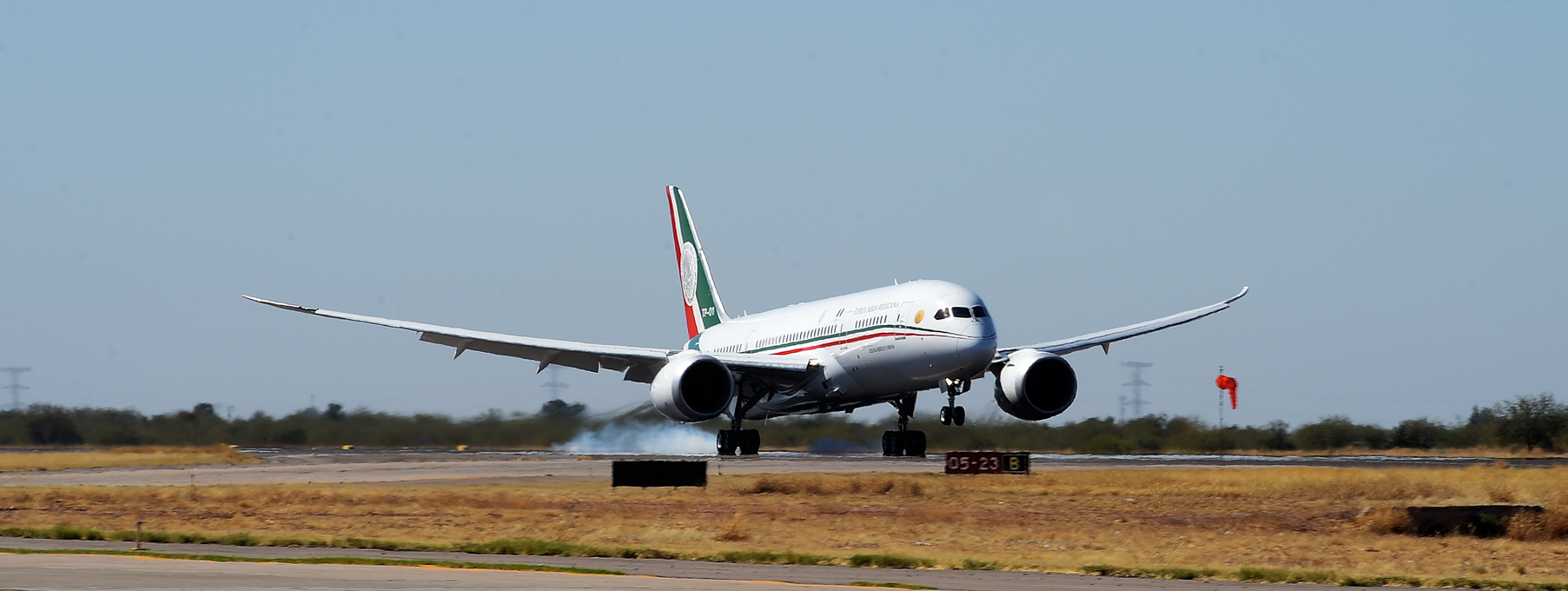
El Dreamliner XC-MEX fue hasta 2018 el avión presidencial mexicano.

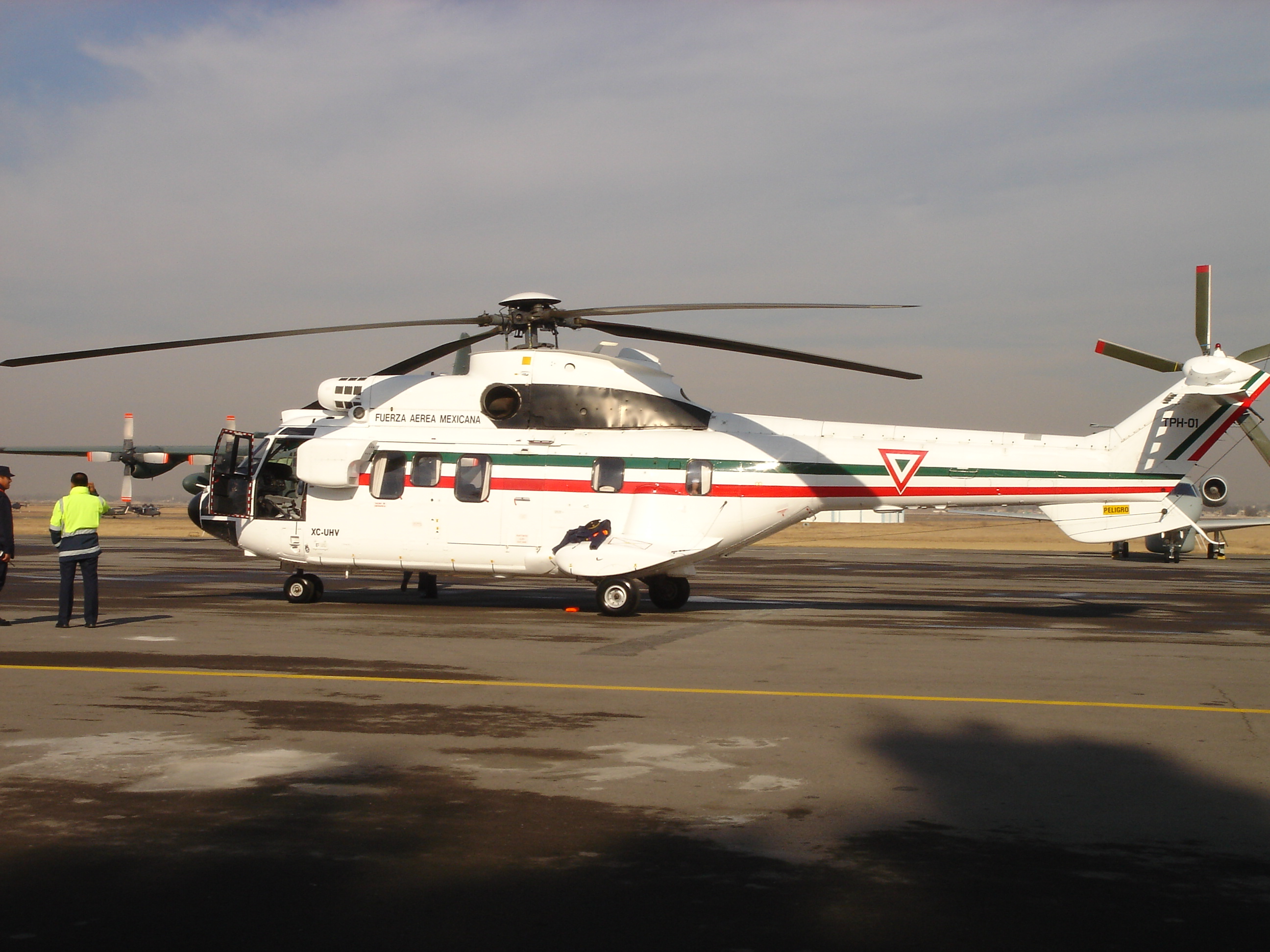
Helicóptero super puma.

La historia de los transportes oficiales para los gobernantes, en las primeras décadas del México independiente, carece de información clara, en virtud de que las condiciones políticas y económicas limitaban la movilidad de los mandatarios y por ende de vehículos especializados en su transporte; probablemente aquellos usados para el tránsito local de la capital (carruajes y caballos) estaban ligados al ejército. Sin embargo, sobresale por su significado histórico, el carruaje marca Bindeer R. Ducolisee en el que Benito Juárez recorrió el territorio nacional, en compañía de la representación del estado mexicano, en el contexto de la invasión francesa. Este carruaje negro recibía también el nombre de landó, por su estilo alemán. De manufactura francesa, disponía de dos puertas de madera con manijas de bronce y vidrios biselados abatibles. Su sistema de muelles soportaba la caja de los ocupantes, permitiendo mayor comodidad durante el viaje. La capota también era abatible y, al igual que los sillones y el interior de las puertas, estaba tapizada. El sillón del conductor contaba con dos cojines de piel y, en cada lado, candiles de latón y bronce. Las ruedas eran de madera. Este carruaje se exhibe actualmente en el Castillo de Chapultepec.
El primer transporte oficial para el presidente de la república fue un tren hecho para trasladar a Benito Juárez, construido después de la restauración de la república en 1867, el viaje más destacado lo realizó en 1869 para inaugurar el tramo México-Puebla de la aun en construcción vía México-Veracruz. En 1895 Porfirio Díaz recibió de la empresa Pullman el llamado Tren Amarillo, que incluía tres vagones para uso exclusivo del mandatario y su comitiva, estuvo en servicio por treinta años para los presidentes mexicanos hasta 1925. Fue sustituido por el celebre Tren Olivo en 1927; construido por la misma empresa, el primero de los cinco vagones o carros que lo componían alojaba a las recámaras del presidente, de su esposa, y del secretario particular; disponía de una oficina presidencial dotada con servicio telefónico y sistema de telegrafía y, además, una plataforma-observatorio de gran amplitud; estuvo en servicio durante 35 años, hasta 1960, cuando entró en desuso este medio debido a la modernización de la aviación comercial.
La historia de la aviación y los transportes aéreos presidenciales se tocan en un hito significativo, pues el presidente Francisco I. Madero fue el primer gobernante en el mundo que tripuló un avión, esto ocurrió el 30 de noviembre de 1911, cuando, con motivo de una exposición aérea organizada por la empresa francesa Moisant International Aviators, a la que fue invitado, el piloto George Dyott lo convidó a dar una vuelta en un avión Deperdussin biplaza; el vuelo duró aproximadamente doce minutos.
Sin embargo, y aunque los presidentes Plutarco Elías Calles, Álvaro Obregón y Lázaro Cárdenas usaron en al menos una ocasión un avión para traslados cercanos a la capital, siempre se trató de vehículos en préstamo por cortesía o rentados. Fue hasta el gobierno de Manuel Ávila Camacho que, de forma paralela al avance de la aviación militar (desarrollada en el contexto de la Segunda Guerra Mundial), se adquirieron los primeros aviones oficiales para transporte presidencial. Aunque el primero que recibió esa categoría fue el Douglas C-47 Skytrain adquirido por Miguel Alemán Valdés, a este se le unirían en este sexenio y el siguiente un Convair CV-240, un Douglas C-54 Skymaster y un Douglas DC-6. Adolfo López Mateos realizó los primeros vuelos intercontinentales en un Bristol Britannia. En los gobiernos sucesivos aparecieron un Douglas DC-8, dos Fokker F27 Friendship (Díaz Ordaz), un British Aerospace BAe 125 (Echeverría), dos Boeing 727 (López Portillo), un Boeing 757 (De la Madrid) y un Boeing 787 (Calderón). Este último, solo utilizado por Enrique Peña Nieto, fue vendido debido a su costo y ostentación en 2023 durante el gobierno de Andrés Manuel López Obrador. Tanto López Obrador como su sucesora, la actual Presidenta Claudia Sheinbaum realizan sus viajes internacionales y los de larga distancia en el país, en vuelos comerciales.
En cuanto a helicópteros, introducidos para servicio oficial a finales de la década de 1960, algunos de los modelos usados han sido: AgustaWestland AW109, Bell 206, Eurocopter EC725 Super Cougar, MD Helicopters MD 500, Mil Mi-17, Sikorsky UH-60 Black Hawk, Bell 412 y Bell 407. Hasta antes de 2018, la Coordinación General de Transportes Aéreos Presidenciales tenía disponibles once helicópteros modelos Eurocopter EC225 Super Puma, AgustaWestland AW109 y Airbus Helicopters H215; aunque algunos fueron vendidos y otros traspasados para las operaciones regulares de la Fuerza Aérea, aún están contemplados para eventuales traslados del presidente, especialmente para supervisiones aéreas o cuando las condiciones terrestres dificultan el acceso a algunos sitos.
En lo que respecta a los automóviles, Porfirio Díaz fue el primero en utilizar uno, cuando en 1907 se adquirió un Packard Four; sin embargo fue hasta la etapa posrevolucionaria que se oficializaron como vehículos presidenciales, siendo anteriormente autos personales de los mandatarios o propiedad gubernamental sin ser de uso exclusivo. Entre los modelos usados están: Mercedes-Benz 300 SL (auto oficial entre 1959 y 1976), Lincoln Continental  (quizá el más visible históricamente, pues era el auto descapotado usado en las tomas de posesión e informes de gobierno) y Ford LTD (auto oficial entre 1976 y 2000). Además, a partir del gobierno de Luis Echeverría comenzaron a utilizarse autobuses oficiales acondicionados como oficina para largos trayectos por el país. Durante el gobierno de Vicente Fox dejaron de emplearse las limusinas para comenzar el uso de las camionetas ejecutivas, principalmente tipo Chevrolet Suburban. Hasta antes de 2018 se disponía de varios vehículos BMW X5 y una limusina Audi A8, sin embargo tanto las camionetas como el automóvil fueron vendidos. Para los traslados por tierra el entonces presidente López Obrador usaba camionetas Chevrolet Suburban o en distancias cortas, especialmente en la capital, usaba dos Volkswagen Jetta.